# Vikings
Vikings è una serie televisiva canadese e irlandese di genere storico creata e scritta da Michael Hirst, trasmessa dal 3 marzo 2013 al 3 marzo 2021 sulla rete televisiva canadese History per 89 episodi in sei stagioni. In Irlanda, la seconda parte della sesta e ultima stagione è stata resa disponibile interamente su Prime Video il 30 dicembre 2020, in anteprima rispetto alla distribuzione originale canadese. Il sequel della serie, Vikings: Valhalla, ha debuttato il 25 febbraio 2022 su Netflix.
La serie, ambientata nel IX secolo principalmente tra la Scandinavia e le isole britanniche, racconta in chiave romanzata le avventure del guerriero vichingo Ragnarr Loðbrók, interpretato dall'attore australiano Travis Fimmel, e di altri personaggi storici come Lagertha, Rollone, Hrafna-Flóki Vilgerðarson, Aelle II di Northumbria, Aslaug Sigurdsdóttir, Björn Ragnarsson, Egberto del Wessex, Horik I, Harald I di Norvegia, Halfdan il Nero, Ívarr Ragnarsson, Etelvulfo del Wessex e Alfredo il Grande.
In Italia, la prima stagione è stata trasmessa in prima visione da Rai 4, mentre le stagioni successive sono state pubblicate in esclusiva sui servizi di streaming on demand TIMvision e Prime Video.

## Trama

### Prima stagione
Ragnar è presentato come un giovane fattore, pescatore e cacciatore vichingo che durante la stagione estiva, assieme ai suoi compaesani, saccheggia paesi stranieri uccidendo e schiavizzando.
Sempre alla ricerca di nuove terre da depredare, per arricchirsi e accrescere il proprio prestigio personale di fronte agli dei e ai propri simili, egli diviene il primo della sua gente a navigare con successo verso occidente, attraversando le pericolose acque del mare del Nord. Convinto di avere un destino glorioso indicatogli dai suoi dei attraverso svariati segni naturali, che egli interpreta come benevolenti nei suoi confronti, raduna un gruppo di spietati e ambiziosi vichinghi, pronti a sfidare la legge del villaggio nel tentativo di conquistare con la forza denaro e gloria personale.
La prima caratteristica che distingue il protagonista dalla sua gente è l'ambizione sostenuta da una primitiva sete di conoscenza, sempre comunque finalizzata alla conquista. Egli vive con la moglie Lagertha, una guerriera, e i figli Bjorn e Gyda. Con un suo amico, l'innovativo artigiano Floki, Ragnar costruisce in segreto un nuovo modello di nave più lunga e veloce e sfida il governatore locale, il conte Haraldson, un uomo diffidente, tradizionale e avido, che governa lo jarldom con l'aiuto del suo consigliere Svein e dell'Indovino. Haraldson è contrario alle ardite proposte di Ragnar, ma il giovane vichingo parte comunque per l'inesplorato sud-ovest, scatenando così una malcelata ostilità da parte del conte, che lo vede come un avversario politico.
Tra l'equipaggio di Ragnar vi è suo fratello Rollo, figura imponente e grande guerriero. Rollo brama la moglie di Ragnar e prova una forte invidia per il fratello. Infatti, mentre quest'ultimo persegue fermamente le sue ambizioni, Rollo cerca di affrontare una gelosia che mette alla prova la sua maturità e pianta i semi del risentimento.
L'imbarcazione di Ragnar dotata di un unico esemplare di bussola solare si rivela una potente risorsa, in quanto conduce i razziatori vichinghi sulle coste del regno inglese della Northumbria. Un monastero viene facilmente attaccato ed espugnato con una brutalità implacabile, emblematica di tutte le incursioni vichinghe. Gli "uomini del nord" lasciano l'isola con un bottino di ricchezze e schiavi, tra i quali vi è il monaco Athelstan, la cui enigmatica devozione alla fede cristiana instilla in Ragnar molta curiosità. Ritornato in patria, a Kattegat, l'equipaggio viene fermato da Haraldson, il quale pretende che la maggior parte delle ricchezze vada a lui. Ragnar non può far altro che accettare, ma riesce comunque a prendere Athelstan come suo servo. Una seconda spedizione provoca non soltanto l'inimicizia con re Aelle II di Northumbria, ma innesca anche una serie di scontri sempre più violenti con l'autocratico Haraldson, il quale accetta di duellare con Ragnar. Quest'ultimo lo uccide e diventa il nuovo conte. La moglie di Haraldson, Siggy, rimane dunque vedova e decide di lasciare Kattegat dopo aver ucciso il conte Bjarni, un anziano signore scelto da Haraldson come marito di sua figlia Thyri. Rollo, però, dice a Siggy che potrà restare e le promette che nessuno farà del male a lei o a sua figlia.
Arrivata l'estate, il conte Ragnar torna in Northumbria per continuare le razzie, ma questa volta re Aelle risponde agli attacchi inviando suo fratello a capo di un esercito. Ragnar e i suoi uomini riescono a prevalere e a incontrare il re per stipulare un accordo. Rollo accetta di venire battezzato e dopo altri scontri Ragnar riesce a ottenere un bottino da Aelle. Nel frattempo, Lagertha perde il bambino che aveva in grembo.
Durante un viaggio al tempio di Uppsala, luogo sacro dove molti clan vichinghi si riuniscono ogni nove anni per compiere sacrifici umani e animali, Ragnar giura fedeltà a re Horik e insieme faranno delle spedizioni ad Ovest per la conquista di nuovi tesori. Durante il soggiorno nello jarldom di Borg, situato nello Götaland in Svezia, Ragnar viene sedotto dalla principessa Aslaug, la quale rimane incinta. Nel frattempo, a Kattegat una misteriosa epidemia devasta il villaggio, uccidendo Gyda e Thyri. L'invidioso e ambizioso Rollo, invece, viene convinto dallo jarl Borg a schierarsi con lui contro suo fratello Ragnar e re Horik, in modo da ottenere la propria gloria.

### Seconda stagione
La battaglia tra re Horik e lo jarl Borg ha inizio. Rollo, amareggiato e furioso, combatte e uccide molti dei suoi ex compagni, ma giunto di fronte al fratello si arrende. Successivamente, durante una tregua, Ragnar, re Horik e lo jarl Borg si accordano e decidono di unire le loro forze per razziare i regni inglesi. Rollo viene condotto a Kattegat e processato per tradimento, ma Ragnar corrompe il Maestro delle Leggi e lo salva dalla pena di morte. Poco tempo dopo, la principessa Aslaug arriva nello jarldom di Ragnar, incinta del figlio del conte. Umiliata, Lagertha lascia Ragnar, portando con sé il figlio Bjorn.
Quattro anni dopo, Aslaug e Ragnar governano e crescono i loro figli, Hvitserk e Ubbe. A causa dei suoi peccati, Rollo passa i suoi giorni nell'oscurità e nell'autodistruzione e sebbene non possa più razziare, Ragnar lo perdona. Re Horik decide di escludere lo jarl Borg dalle razzie per motivi personali, Ragnar lo informa e l'uomo se ne va arrabbiato e offeso. La flotta parte verso la Northumbria, ma una tempesta porta le navi più a sud, e l'orda giunge nel Wessex, regno governato dallo spietato re Ecbert. I vichinghi iniziano a saccheggiare i centri abitati e Athelstan, ora un guerriero, trova difficile convivere pienamente con la brutalità dei suoi compagni e resta profondamente turbato. Lagertha si è risposata con lo jarl Sigvard, un uomo potente ma violento che un ormai adolescente Bjorn detesta. Nel frattempo, Aslaug dà alla luce il suo terzo figlio, Sigurd. Lo jarl Borg vuole vendicarsi di Ragnar per la sua pochezza dimostrata nella disputa con re Horik e quindi attacca Kattegat. Rollo, rimasto in patria a difendere il villaggio, viene sconfitto e costretto a fuggire in una fattoria remota con Siggy, Aslaug e i bambini. Mentre Ragnar e re Ecbert iniziano a negoziare, lo jarl Borg si dichiara sovrano delle terre conquistate. Ragnar è quindi costretto a tornare a casa. Athelstan rimane con re Horik e dopo essere stato catturato dai soldati del Wessex, viene condannato a morte come apostata. Mentre sta per essere crocifisso, però, viene risparmiato da re Ecbert. Ragnar trova Rollo, ma i due non hanno abbastanza guerrieri per riconquistare il villaggio. Lagertha e Bjorn, venuti a conoscenza della situazione di Ragnar, corrono in suo aiuto con le forze armate dello jarl Sigvard. Sebbene una profezia di Aslaug preannunci che un'unione carnale tra lei e Ragnar in quel momento potrebbe far nascere un mostro, il desiderio dell'uomo è incontenibile.
Per portare lo jarl Borg allo scoperto, Ragnar decide di distruggere i magazzini di grano assieme a Bjorn. Borg esce dal villaggio con i suoi uomini e cade nella trappola di Ragnar e Lagertha. Questi ultimi riescono a prevalere, ma Borg riesce a fuggire. Athelstan, ora al servizio di Ecbert, è turbato e diviso circa la sua fede. Ragnar capisce di essere ancora innamorato di Lagertha, ma lei lo rifiuta nuovamente e torna da Sigvard, lasciando però Bjorn con il padre. Aslaug dà alla luce Ivar, un bambino storpio. Re Horik torna a Kattegat, cacciato dal Wessex da re Ecbert. In cerca di vendetta, Horik chiede aiuto a Ragnar, ma vuole che lo jarl Borg si unisca a loro. Rollo viene quindi inviato come emissario nel Götaland a negoziare. Athelstan diventa un confidente prezioso di re Ecbert, il quale gli chiede di tradurre alcune pergamene romane. Lagertha torna da suo marito, il quale riprende a umiliarla. In uno scatto d'ira, la donna lo uccide, diventando jarl di Hedeby. Lo jarl Borg torna a Kattegat, dove le sue forze vengono bruciate vive per vendetta e lui viene preso prigioniero in attesa dell'esecuzione dell'aquila di sangue. Ragnar posticipa l'esecuzione su richiesta di re Horik, il quale intende prima trovare alleati alternativi. Re Ecbert forgia un'alleanza con un vecchio nemico di Ragnar, re Aelle di Northumbria. Ragnar riceve il sostegno e le navi dello jarl Ingstad, che si rivela essere Lagertha. Ottenute le forze armate necessarie a tornare nel Wessex, Ragnar esegue l'aquila di sangue sullo jarl Borg. Bjorn si innamora della schiava Þorunn e in seguito la libera.
Sbarcata nel Wessex, l'orda vichinga si ritrova a combattere contro gli eserciti di re Ecbert e re Aelle. Rollo viene gravemente ferito in battaglia e, trovato da Athelstan, viene curato. Alcuni uomini di Ragnar vengono messi al servizio del regno di Mercia, il cui trono viene rivendicato dalla principessa Kwenthrith. Athelstan decide di tornare a Kattegat su richiesta di Ragnar. La moglie di Floki, Helga, dà alla luce una figlia di nome Angrboda. La tensione tra Horik e Ragnar aumenta e il re complotta per uccidere il conte e tutta la sua famiglia. Horik pensa che Floki e Siggy siano dalla sua parte, ma quando attacca Ragnar, il re si rende conto che quest'ultimo era pronto a reagire da tempo. Ragnar uccide violentemente Horik e gran parte della sua famiglia e, avendo ottenuto la sua spada, diventa re egli stesso.

### Terza stagione
Lagertha lascia lo jarldom di Hedeby nelle mani di Kalf, un suo uomo fidato, per unirsi a Ragnar nella nuova spedizione nel Wessex. I vichinghi si dividono nuovamente: Rollo lascia Siggy, Ragnar affida i suoi figli a Aslaug, Floki saluta Helga e sua figlia. Partono anche Athelstan, Torstein e Þorunn, decisa a seguire Bjorn in battaglia. Arrivato da re Ecbert, Ragnar scopre che gli uomini andati a combattere in Mercia non sono riusciti a riconquistare il trono per la principessa Kwenthrith. Ecbert, dunque, chiede che Ragnar e i suoi uomini aiutino la principessa a sconfiggere re Brihtwulf e il principe Burgred (zio e fratello di Kwenthrith); in cambio egli offrirà loro delle terre dove potranno stabilirsi. Ragnar, Aethelwulf e Kwenthrith si recano in Mercia e sconfiggono il nemico, uccidendo Brihtwulf e mettendo in fuga Burgred. Quest'ultimo viene raggiunto successivamente dalle forze congiunte di Ragnar e Aethelwulf, che annientano il suo esercito e lo catturano dopo una battaglia violentissima, durante la quale Torstein perde la vita e Þorunn rimane gravemente ferita al volto. Nel frattempo, Ecbert aiuta Lagertha e Athelstan a colonizzare le terre promesse e li invita persino a corte. Lagertha va a letto con il re, mentre Athelstan riceve le attenzioni della principessa Judith, la quale finisce per avere un rapporto carnale con l'uomo.
A Hedeby, Kalf si allea con Einar per istigare la popolazione dello jarldom contro Lagertha e farsi nominare conte. A loro si uniscono in seguito anche Erlendur e Torvi. A Kattegat, Aslaug, Helga e Siggy ricevono la visita di Harbard, un vagabondo la cui permanenza porta al sacrificio di Siggy, la quale salva Ubbe e Hvitserk dall'annegamento in un lago ghiacciato. Dopo la vittoria in Mercia, l'esercito congiunto di sassoni e vichinghi ritorna nel Wessex per i festeggiamenti. In quella occasione, Kwenthrith avvelena il fratello e si proclama regina indiscussa della Mercia. Ragnar, Lagertha e Athelstan tornano a Kattegat, insieme a Rollo, Floki, Bjorn e Þorunn. Sbarcati, la regina Aslaug li informa della morte di Siggy. Lagertha riceve la notizia del tradimento di Kalf e torna a Hedeby con Ragnar. Quest'ultimo propone di unire le forze per una spedizione a Parigi e Lagertha, nonostante sia furiosa con Kalf, decide di rimandare la sua vendetta. Ragnar scopre l'infedeltà di Aslaug con Harbard e Rollo riceve conforto da Bjorn. Nel Wessex, Ecbert induce indirettamente i suoi nobili ad attaccare l'insediamento vichingo, così da rimproverarli e liberarsi di loro. La principessa Judith dà alla luce Alfred, il figlio di Athelstan, e viene processata per adulterio. Ecbert le salva la vita e, in cambio, le chiede di diventare sua amante. A Kattegat Þorunn dà alla luce la figlia concepita con Bjorn, il quale deciderà di dare alla piccola il nome della defunta Siggy. Intanto Ragnar viene a sapere del tradimento di Ecbert e si isola con Athelstan, il quale, nel frattempo, ha ritrovato la sua fede cristiana. Il fatto rende furioso Floki, che si reca a Kattegat di nascosto e assassina l'ex monaco. Distrutto dal dolore, Ragnar si chiude in se stesso e organizza l'attacco a Parigi. A lui si uniscono Kalf, Lagertha, Erlendur e il conte Sigfried. La flotta parte per la foce della Senna, seguendo le indicazioni di Sinric, un vagabondo franco. Helga parte insieme a Floki e Rollo.
Raggiunta Parigi, i vichinghi si accampano sulle rive del fiume e si preparano all'attacco della città. Floki costruisce le torri d'assedio, mentre gli altri decidono di dividere le forze in due armate: la prima, guidata da Rollo e Ragnar, attaccherà le mura dall'acqua, mentre la seconda, comandata da Lagertha, Kalf, Erlendur e Sigfried, attaccherà il ponte coperto che connette l'isola di Parigi alla sponda della Senna. Nel Wessex, re Ecbert invia Aethelwulf dalla regina Kwenthrith con l'ordine di porre fine ai suoi attacchi contro i nobili locali e di firmare un documento di sottomissione del regno di Mercia a quello del Wessex. La donna non intende piegarsi e assicura a Aethelwulf che Magnus, il neonato che la regina sostiene sia figlio suo e di Ragnar, le assicura il sostegno dei vichinghi. Aethelwulf la informa quindi che, a seguito della distruzione dell'insediamento vichingo, il Wessex è in guerra con Ragnar. A Parigi, l'imperatore Carlo della Franchia Occidentale incarica il conte Oddone di difendere la città. La principessa Gisla è determinata a proteggere i sudditi a tutti i costi, e incoraggia le truppe sulle mura di Parigi con l'orifiamma di San Denis.
Grazie alla determinazione dei difensori franchi e alla scarsa perizia dei Vichinghi nelle tecniche d'assedio, l'assalto a Parigi si rivela un fallimento e molti uomini cadono in battaglia. Ragnar aveva deliberatamente lasciato il comando a Floki poiché, sospettando che fosse il responsabile della morte del suo amico, intendeva vederlo in crisi con la sua fede. Il piano funziona e Floki inizia a delirare e a mettersi in discussione. Bjorn e Ragnar rimangono feriti durante l'attacco e le condizioni del re in particolare peggiorano. A Kattegat, Þorunn lascia la figlia Siggy alle cure di Aslaug, prima di lasciare il villaggio. A Parigi, ulteriori attacchi dei vichinghi alla città falliscono miseramente grazie alle poderose difese cittadine, ma all'interno delle mura la popolazione soffre di fame ed epidemia. L'imperatore si dimostra un uomo poco coraggioso e il destino della città è nelle mani del conte Oddone e della principessa Gisla. Tornato nel Wessex, Aethelwulf informa il padre di essere riuscito a farsi firmare l'accordo con la Mercia. Ecbert, invece, rivela il suo ultimo piano: è intenzionato ad assassinare re Aelle di Northumbria. Nonostante i suoi uomini non siano d'accordo, Ragnar accetta un compromesso con i franchi: 5760 libbre d'oro in cambio della ritirata dei vichinghi. Ragnar ottiene, inoltre, il battesimo e una sepoltura all'interno delle mura, essendo prossimo alla morte per le sue ferite. Una volta deceduto, Ragnar viene salutato da Rollo, che confessa di essere sempre stato invidioso di lui, Lagertha, che confessa il suo amore per l'uomo, e Floki, che confessa di aver ucciso Athelstan. La bara viene condotta fino all'interno della cattedrale, dove si apre d'improvviso e dalla quale esce Ragnar. Quest'ultimo, minacciando di tagliare la gola alla principessa Gisla, obbliga i franchi ad aprire le porte della città. Alcuni quartieri di Parigi vengono saccheggiati ma gran parte della città, della popolazione e il Re sono salvi grazie alla resistenza delle truppe di Oddone. Dopo la parziale vittoria ottenuta con l'inganno, costata peraltro parecchio sangue vichingo, la maggior parte degli invasori lascia Parigi con Ragnar, mentre una piccola parte dell'esercito, comandata da Rollo, resta a controllare l'accampamento. L'imperatore Carlo propone a Rollo di sposare sua figlia Gisla e di proteggere la città contro il prossimo attacco di Ragnar. Rollo accetta, nonostante Gisla sia contraria. Nel frattempo, Ragnar, in viaggio verso casa, chiede a Floki di avvicinarsi e lo accusa di aver ucciso Athelstan.

### Quarta stagione

#### Prima parte
A Kattegat, Bjorn accusa pubblicamente Floki dell'omicidio di Athelstan e lo fa incatenare nell'attesa che Ragnar si riprenda e decida la punizione finale. Una volta ristabilito, in seguito a un suo tentativo di fuga reso possibile dalla moglie Helga, Ragnar imprigiona Floki in una caverna, lo lega e lo costringe a subire sulla fronte il gocciolio di una stalattite; in seguito, quando scopre che la figlia Angrboda è morta, lo libera. Nel frattempo, Bjorn lascia la città per passare l'inverno da solo in un capanno nei boschi, mentre i rapporti fra Ragnar e Aslaug sono sempre più tesi, al punto che Ragnar si avvicina alla nuova schiava Yidu. Nonostante sia inverno, una flotta vichinga sbarca a Kattegat e il suo capo, re Harald Bellachioma, chiede di conoscere Ragnar per partecipare alla prossima incursione di Parigi.
A Hedeby, il conte Kalf annuncia di amare Lagertha e di voler regnare con lei, facendo uccidere anche i dissidenti a questa decisione. Ma poi, di nascosto, ingaggia un sicario assieme a Erlendur per uccidere Bjorn. Bjorn però ha la meglio sul sicario e lo uccide, anche se non riesce a scoprire i nomi dei mandanti. Poi si reca da Torvi, moglie di Erlendur, per chiederle di seguirlo e lei accetta. Successivamente, Lagertha uccide Kalf il giorno delle loro nozze per averle sottratto la contea a suo tempo.
Nel Wessex, re Ecbert conquista l'amore di sua nuora Judith e sconfigge i nobili di Mercia, ribellatisi a Kwenthrith, ottenendo il controllo della regione. Proclamandosi però come unico re di Wessex e Mercia, si inimica re Aelle e soprattutto Kwenthrith. Questa, infatti, tenta di accoltellare Ecbert, ma Judith uccide la donna prima che possa fargli del male.
A Parigi, Rollo conquista l'amore di Gisla e consiglia il conte Oddone di far costruire dei forti in punti strategici della Senna per respingere efficacemente altre incursioni vichinghe. Oddone accetta, ma teme la crescente importanza di Rollo agli occhi di Gisla e dell'imperatore, che giudica un debole e un codardo.
Alla fine dell'inverno, Ragnar organizza una nuova spedizione a Parigi, ma i vichinghi vengono respinti dai franchi grazie ai forti di Rollo. Oddone cerca di sminuire Rollo agli occhi dell'imperatore, ma finisce per inimicarsi sempre di più il sovrano, che lo condanna a morte per tradimento. Erlendur, invece, ordina a Torvi di uccidere Bjorn, ma alla fine è lei a uccidere Erlendur. In difficoltà, Ragnar cambia tattica: fa issare e trasportare di nascosto le sue navi sulla terraferma in modo da aggirare i forti. I franchi al comando di Rollo, però, respingono comunque Ragnar, che è costretto alla ritirata. A Kattegat, anni dopo l'assedio di Parigi, un messaggero inglese annuncia l'esistenza di Magnus, figlio di Ragnar e Kwenthrith. Parlando col messaggero, Aslaug e Bjorn scoprono che la colonia vichinga nel Wessex non esiste più da tempo e comprendono che Ragnar, di cui non si hanno più notizie dall'attacco di Parigi, a suo tempo, aveva messo la notizia a tacere.

#### Seconda parte
Ragnar, tornato a Kattegat, si guadagna l'ostilità del popolo e dei figli che ha abbandonato, ma nonostante ciò essi non lo vogliono uccidere anche se questo li farebbe diventare re di diritto. Ragnar dice addio a tutti i suoi cari e tenta di suicidarsi, ma al momento di farlo la corda usata per impiccarsi si spezza e capisce così che gli dei non hanno ancora finito con lui, gli resta ancora una cosa da fare, redimersi per aver mentito sull'insediamento nel Wessex e vendicarli. Quando Ragnar propone di vendicarsi riesce a ottenere solo due navi con pochi uomini, e solo perché ricompensati in oro. Persino i suoi figli si rifiutano di seguirlo, eccetto Ivar, stufo di essere continuamente sminuito da tutti e trattato come un bambino dalla madre. La maggior parte dei vichinghi, infatti, segue Bjorn, pronto a saccheggiare il mar Mediterraneo con l'aiuto di re Harald e il fratello Halfdan. Ubbe libera la schiava Margrethe e la sposa. Dopo la partenza di Ragnar e Ivar, Lagertha attacca Kattegat, uccidendo così Aslaug per averle rubato il marito e il futuro, e diventando così la nuova regina.
Nel frattempo, la spedizione di Ragnar fa naufragio: solo lui e Ivar raggiungono vivi il Wessex. Bjorn e Hvitserk devono far sì che le navi dei franchi li lascino passare per andare a sud, e per farlo vanno da Rollo, che stanco della vita a palazzo e felice di aver incontrato nuovamente Bjorn decide di farli passare a patto che lui venga con loro, come ai vecchi tempi. Ivar e Ragnar raggiungono il palazzo di re Ecbert. Questo consegna Ragnar a re Aelle sapendo che lo ucciderà, mentre fa scortare Ivar a casa. Inoltre, Aethelwulf scaccia Magnus quando Ragnar nega di essere suo padre, abbandonando il bambino da solo e impedendogli di tornare in città. Bjorn e i suoi uomini, invece, saccheggiano le coste spagnole assieme a Rollo. Qui Helga trova una bambina resa orfana da Harald durante lo scontro e decide di adottarla considerando un modo che gli dei hanno per ridarle la figlia che aveva perso anni or sono. Ragnar capisce che i suoi figli lo vendicheranno e così facendo ha ottenuto la redenzione che stava cercando. Re Aelle lo tortura e infine uccide, gettandolo in un buco pieno di serpenti. Odino avvisa tutti i figli di Ragnar che loro padre è morto. Quando Ivar torna scopre dell'omicidio della madre e convince il fratello Ubbe e Sigurd a uccidere Lagertha insieme, ma l'improvviso ritorno di Bjorn e Hvitserk a Kattegat impedisce loro di vendicarsi. Margrethe, un tempo schiava e ora donna libera e sposa di un famoso guerriero ambisce a divenire regina ma Ubbe sa di non poter uccidere Lagertha senza adirare Bjorn. Intanto Helga prova a crescere la ragazzina rapita dalla Spagna anche se questa è terrorizzata dal mondo estraneo e crudele che la circonda.
Bjorn organizza una spedizione punitiva contro re Aelle e re Ecbert, alleandosi con tutte le contee e i regni vichinghi disponibili. Harald si unisce alla grande armata, incontrando così la donna per cui aveva deciso di diventare re dei norreni, ma ella lo aveva già dimenticato e si era risposata. Harald decide di non rinunciare al suo sogno e capisce di poter approfittare dell'assenza delle forze dei figli di Ragnar per conquistare Kattegat, chiedendo a un certo conte Egil, suo alleato, di attaccare dopo la loro partenza. Il tradimento e la successiva morte di Ragnar hanno colpito profondamente Ecbert, che decide di preparare Alfred a succedergli come re. La grande armata norrena sbarca in Northumbria e sconfigge rapidamente re Aelle, il quale viene condannato a morte per aquila di sangue, eseguita appunto dai figli di Ragnar proprio dove quest'ultimo era stato ucciso. Harald, geloso, uccide il marito della sua amata che di conseguenza tenta di assassinarlo, ma viene fermata da Halfdan. Poi i vichinghi invadono il Wessex sconfiggendo le forze guidate da Aethelwulf, che al suo ritorno viene incoronato re da suo padre prima di far evacuare la città. I vichinghi catturano Ecbert, che cede loro il controllo dei propri territori in cambio della possibilità di suicidarsi. I norreni accettano, ma ignorano che quei territori appartengono in realtà a Aethelwulf, ordinato re di Wessex e Mercia prima del loro arrivo, dopodiché Ecbert si suicida.
A Kattegat, intanto, il conte Egil attacca la città, ma Lagertha lo sconfigge con l'aiuto di Torvi e Astrid e lo tortura, scoprendo che il mandante dell'attacco è in realtà re Harald. Nel Wessex, invece, la ragazzina rapita da Helga è terrorizzata e traumatizzata dagli scontri e le violenze che la circondano, a tal punto che uccide Helga e poi si toglie la vita. Floki seppellisce la sua amata, capendo però di non avere più motivi per vivere. Dopo la presa del Wessex i vichinghi festeggiano la vittoria in nome di Ragnar, ma Floki, distrutto dalla morte di sua moglie Helga, decide di andarsene. Bjorn esprime il desiderio di continuare a esplorare il Mediterraneo, e Halfdan sceglie di unirsi a lui, con l'approvazione di Harald che crede che il fratello lo ucciderà mentre lui andrà a Kattegat, convinto che ormai sia stata presa dal suo alleato Egil. Ivar accusa Bjorn di voler separare la loro grande armata, mentre Sigurd lo deride dicendogli che non è nemmeno un guerriero, e non figlio di Ragnar quanto gli altri. Quando Ivar risponde a tono, Sigurd gli dice che non lo seguirà nessuno come leader, nessuno lo ama, l'unica persona ad averlo fatto era sua madre che ora è morta. Dopo queste parole Ivar uccide suo fratello davanti a tutti in un impeto d'ira, pentendosene immediatamente. Nel frattempo, a sud, un nuovo nemico, il vescovo sassone Heahmund, si prepara ad affrontare i vichinghi.

### Quinta stagione

#### Prima parte
Dopo la morte di Sigurd, che ha accresciuto il rancore di Ubbe e Hvitserk nei confronti di Ivar, i vichinghi, convinti da quest'ultimo, attaccano e conquistano York per avere una roccaforte vicino al mare. Nel frattempo Bjorn abbandona l'Inghilterra per realizzare il suo sogno di vedere il Mediterraneo, accompagnato da Halfdan che, anziché usare questa occasione per tener d'occhio Bjorn, come vorrebbe suo fratello Harald, decide di abbandonare quei propositi di conquista e gloria, che non gli erano mai appartenuti, e scegliere di percorrere un nuovo cammino, assieme al figlio di Ragnar. Floki, invece, salpa solitario senza strumenti di navigazione, lasciandosi guidare dai venti. Nel Wessex, mentre re Aethelwulf e la famiglia vivono in un villaggio nascosto nelle paludi assieme a Alfred, malato, il vescovo Heahmund arriva alla residenza del defunto re Ecbert e ne celebra il funerale per poi riprendersi la città e spargere la voce nel regno, per ritrovare la famiglia reale. Harald, intanto, torna a Kattegat convinto che i suoi uomini l'abbiano conquistata spodestando la regina Lagertha, la quale però, ancora al potere, lo fa arrestare. In seguito Harald, dopo aver proposto senza successo a Lagertha di diventare sua moglie, riesce a scappare da Kattegat, portando con sé Astrid. A York Ivar si fa costruire delle armature rigide per le gambe che gli permettono di stare in piedi. Nel Wessex la famiglia reale e il seguito incontrano il vescovo Heahmund e decidono di temporeggiare per attendere l'arrivo degli uomini di Northumbria, terra natia di Judith, per poi riprendersi la città di York.
Alcuni uomini di Harald, ancora infiltrati a Kattegat, lo liberano e rapiscono Astrid prima che dia l'allarme. L'assedio, la fuga di re Harald e il rapimento di Astrid vengono usate come motivazioni da Margrethe per diffondere voci su come Lagertha stia perdendo il controllo in quanto reggente, ma Torvi rimane fedele alla sua regina. Floki attracca in una terra disabitata e, febbricitante, ingerisce dei funghi che gli procurano delle visioni. Una ferita infetta procuratasi durante una caduta scompare dopo una sua preghiera, e da questo si convince di essere arrivato a Asgard, la terra degli dei. I sassoni attaccano York sfruttando una falla nelle difese di cui Ivar era già a conoscenza. L'intera città era infatti stata trasformata in un labirinto di trappole, e al momento del confronto i Sassoni rimangono spodestati e terrorizzati dal Senz'ossa, che per questo e per il suo piano che fece conquistare la città in precedenza riconquista la sua fama agli occhi della grande armata. Floki decide di ripercorrere il tragitto e tornare a Kattegat per radunare i fedeli e parlare loro della terra che ha scoperto. In Norvegia re Harald è intento a sposare Astrid e conquistare Kattegat.
Ubbe e Hvitserk, vista la posizione di vantaggio, decidono di negoziare con i Sassoni all'insaputa di Ivar, contrario a ciò. I due vengono malmenati e ricacciati indietro. Allora Ivar, a causa del loro fallimento e del fatto che lo avevano tenuto all'oscuro, chiede il comando del grande esercito. Ubbe rifiuta e torna a Kattegat; Hvitserk, indeciso, sceglie all'ultimo di stare a combattere con Ivar. Nel Mediterraneo Bjorn giunge al Golfo di Cadice, dove si finge un mercante norreno e viene assunto da un signore locale, tale Euphimius, come guardia del corpo assieme a Halfdan e agli altri. Euphimius fu accusato del rapimento di una giovane suora, e organizzò una rivolta contro l'imperatore bizantino, autoproclamandosi il capo a Siracusa, con l'aiuto degli arabi di Ifriqiya. Harald torna in Norvegia dai suoi sudditi, deciso a divenire re, e sceglie di prendere Astrid come sua regina promettendole il potere.
Ivar incontra una schiava con l'intento di sacrificarla per ottenere il favore degli dei nelle future battaglie, ma essa confessa di vedere in Ivar un prescelto dagli dei e lo bacia. Ivar decide di risparmiarla. Ubbe ritorna a Kattegat, dove dice a Lagertha che Ivar ha ancora intenzione di vendicare la morte di sua madre. Margrethe cerca di convincere Ubbe della debolezza di Lagertha, dicendogli che se la uccidesse prima di Ivar loro due diverrebbero re e regina di Kattegat. Re Aethelwulf e il vescovo Heahmund circondano York per tagliare gli approvvigionamenti in modo da affamare i vichinghi. Bjorn e Halfdan seguono Euphimius in Africa assieme alla giovane suora rapita, Cassia, per incontrare un signore della guerra di nome Zidayat Allah, alleato di Euphimius. Halfdan scopre che la vita è molto più che una continua conquista per il potere come voleva suo fratello Harald, e per questo ringrazia Bjorn. I vichinghi convincono i Sassoni di avere abbandonato la città, e il re fa entrare la sua armata senza trovarli. Heahmund si accorge che qualcosa non va ma prima di poter fare qualcosa, la gente ritorna entro le mura per andare alle loro case. In quell'istante gli uomini di Ivar e Hvitserk escono dalle fogne e sconfiggono i Sassoni, che si ritirano lasciando indietro Heahmund. Ivar vede il vescovo combattere e, affascinato dalle sue doti, decide di risparmiarlo. Arrivati in Africa, Euphimius viene ucciso da Zidayat che voleva riconquistare il favore dell'imperatore e prendersi Cassia. Fatto ciò, ordina di giustiziare i vichinghi che però fuggono nel deserto verso la costa. Ivar fa Heahmund prigioniero, dicendogli che vorrebbe essere forte come lui e che ammira la sua forza. Floki torna a Kattegat convincendo dei fedeli a seguirlo, contrariamente a quanto ordinato da Lagertha che ha bisogno di uomini per l'imminente battaglia contro le forze di Ivar.
Ivar si reca da re Harald convincendolo a unire le forze per conquistare Kattegat, mentre Hvitserk inizia a dubitare della scelta presa, unendosi a Ivar e abbandonando Ubbe. Astrid convince Harald di essergli fedele, mentre paga dei pescatori per avvertire Lagertha, ma questi ultimi pretendono un rapporto sessuale con lei in cambio del loro silenzio e la violentano. Bjorn torna a Kattegat assieme a Halfdan, che decide di restare al fianco di Bjorn, che decide di lasciare Torvi, non provando più per lei quel che provava in precedenza. Floki arriva nuovamente in Islanda dove però i fedeli si sentono ingannati non riuscendo a trovare i beni necessari a sopravvivere. Lagertha chiede aiuto ai loro alleati del nord per la guerra, i Sami, la cui principessa si invaghisce di Bjorn. Heahmund decide di combattere per Ivar, affermando che non gli importa da che lato si trovi, visto che uccidere pagani non è peccato; tuttavia si domanda perché il suo dio lo spinga in quella direzione. I Sami accettano di assistere Lagertha, e la loro principessa, Snaefrid, viene promessa in sposa a Bjorn. Ubbe nel frattempo bacia Torvi, mentre le armate si preparano a combattere. Margrethe, tradita e ormai conscia che Ubbe non voglia uccidere Lagertha, scopre dal veggente di non poter avere figli. Le difficoltà della terra inaspriscono gli animi dei fedeli portati da Floki in Islanda, che cominciano ad accusarlo di averli ingannati e riaccendono vecchi rancori dividendo il gruppo in due.
Lagertha e Bjorn, informati da Astrid del momento esatto in cui Ivar e Harald attaccheranno, raduna le armate e li incontrano sul campo, dove però Ivar rifiuta di evitare una battaglia, ossessionato dal desiderio di vendicare la madre e uccidere la regina. Le forze si scontrano in battaglia, gli uomini di Harald vengono sconfitti poiché Ivar ha allontanato le forze col pretesto di andare alle navi, convincendo il re che Lagertha avrebbe potuto approfittarne per distruggerle tagliando loro la fuga. Nello scontro, Heahmund rimane ferito e viene preso prigioniero da Lagertha. Dopo la battaglia Hvitserk decide di provare a chiedere a loro zio Rollo degli uomini, così parte per la Francia. Astrid rivela a Harald di essere incinta, mentre Heahmund, nel campo di Lagertha, le confessa di essere tentato di peccare poiché non ha mai incontrato una donna come lei. Lagertha gli risponde che forse se il suo dio lo ha portato lì allora non è contro la sua volontà. Floki decide di costruire un altare, ma le tensioni del gruppo continuano a imperversare fino al punto in cui l'altare viene distrutto e un giovane rimane ucciso nella rissa che ne scaturisce. Margrethe continua a curare i figli di Torvi e Bjorn ma esprime il desiderio di ucciderli per avvicinare Ubbe al trono, però il veggente le rivela che Ubbe non diventerà mai re di Kattegat. Nel Wessex intanto, re Aethelwulf muore e nonostante a Aethelred spetti il trono, la madre Judith lo convince a lasciare che sia Alfred a sedervi, poiché è meglio preparato per il compito. Floki decide di offrirsi in sacrificio per impedire che i due gruppi inizino a uccidersi l'un l'altro cominciando un ciclo di vendette e spargimenti di sangue. Alfred viene incoronato re, anche se senza il completo supporto dei lord che preferivano Aethelred in quanto guerriero. Hvitserk arriva con gli uomini di Rollo, che come condizione ha chiesto di risparmiare la vita a Bjorn.
Ivar, avendo lasciato indietro le sue forze e ora assistito dai Franchi, è in posizione di vantaggio e decide di attaccare. Nella battaglia finale Harald uccide il fratello Halfdan, mentre Ubbe non riesce a fare lo stesso con Hvitserk. Torvi perde il figlio Guthrum per mano di Hvitserk, dopodiché Astrid, divorata dai sensi di colpa ed essendo rimasta incinta dopo lo stupro attacca Lagertha che, per evitare il colpo, è costretta a ucciderla. La principessa e il re dei Sami perdono la vita nello scontro. Ivar attacca in forze costringendo le forze di Lagertha ad abbandonare il campo, la donna però è devastata per aver ucciso Astrid.

#### Seconda parte
Ivar si proclama re di Kattegat essendo rimasto con il maggior numero di forze. Rollo arriva a poc'anzi chiedendo di Bjorn che intanto è fuggito assieme ai suoi figli e alla madre, accompagnati da Heahmund, Ubbe, Torvi e Margrethe, ormai impazzita. Rollo trova Lagertha e Bjorn, dicendogli di essere convinto di essere suo padre poiché a quei tempi Lagertha frequentava sia lui che Ragnar, e chiede loro di tornare nel regno dei franchi con lui, ma Bjorn rifiuta. Heahmund afferma di amare Lagertha e la convince, assieme al gruppo ad andare in Inghilterra poiché lì è un uomo influente ed è convinto di riuscire a convincere re Aethelwulf ad ospitarli. Rollo torna in Francia, mentre il gruppo di Lagertha e Bjorn fugge su una barca rubata dal regno di Harald, le cui forze sono ancora a Kattegat. Rollo dice ad Ivar dove trovare Lagertha, senza però dirgli che ormai è fuggita, facendo molte richieste in cambio. Ivar, ossessionato dalla vendetta, accetta, ma una volta arrivato sul porto non trova nessuno. Alfred si afferma come re cominciando ad enunciare proposte che non piacciono ne ai nobili ne alla chiesa, poiché esse indebolirebbero loro e arricchirebbero il popolo, mentre Aethelred combatte delle forze vichinghe provenienti dalla Danimarca, ottenendo ancora più il favore della nobiltà. Tornando nel Wessex incontra Heahmund e il gruppo e li scortano in città, dove Alfred decide di risparmiarli se combatteranno con lui contro i norreni, rivelandogli che l'atto di proprietà delle terre datogli da Ecbert non era valido.
Gli scontri del gruppo in Islanda sfociano in continui omicidi, al punto in cui uno dei due gruppi viene bandito e costretto ad abbandonare il posto. A Kattegat, Ivar incontra la schiava che aveva liberato a York: Freydis, mentre Hvitserk si prende cura di Margrethe, abbandonata da Ubbe e gli altri poiché impazzita. Re Harald intanto decide di tornare a York per razziare e rinfoltire i ranghi del suo esercito dimezzato in guerra. Ubbe e Torvi accettano di essere battezzati per ottenere il favore dei nobili mentre Heahmund uccide l'uomo che aveva preso il suo titolo e i suoi possedimenti, dopo aver scoperto che voleva spodestare re Alfred, ritenuto debole. Judith inizia ad indagare su eventuali complici, mentre Harald e i suoi uomini si radunano per attaccare il Wessex. Freydis ritiene Ivar un essere divino, e lo convince di essere innamorata di lui e di aspettare un figlio, avuto in realtà da uno schiavo che poi ha fatto uccidere. Ivar sapeva di non poter avere figli, così come Margrethe, che perciò viene uccisa. Per questo motivo Hvitserk continua a dubitare della sua scelta di essersi schierato con lui e non con Ubbe, mentre Ivar inizia ad eliminare i sostenitori di Lagertha ancora in città.
Il gruppo bandito in Islanda è affamato e quasi in fin di vita, e mentre Floki tende loro una mano, l'altro gruppo ne approfitta per vendicarsi delle morti e delle ingiustizie subite e li massacrano tutti, contro il volere di Floki. Ubbe insegna a re Alfred a combattere, in preparazione agli imminenti attacchi di re Harald che nel frattempo conosce una guerriera di nome Gunnhild e se ne innamora. Bjorn incontra Magnus, figlio di Ragnar e Kwenthrith, che vuole vendetta per essere stato abbandonato e cacciato dalla famiglia di Aethelwulf, e desidera diventare un vichingo. Bjorn però si schiera con Alfred poiché altrimenti si ritroverebbe contro sua madre ad aiutare Harald, mentre Magnus va dal re vichingo rivelandogli la loro posizione. Heahmund viene ucciso da Gunnhild e Lagertha scompare dal campo di battaglia. Le forze del Wessex vincono contro Harald grazie agli insegnamenti di Ubbe e gli altri, che così si guadagnano il diritto di ricevere le terre promesse a Ragnar anni or sono. Gunnhild viene fatta prigioniera, e Bjorn decide di liberarla.
Floki capisce di non poter cambiare la natura della sua gente, ma almeno ha cambiato la sua, così abbandona il gruppo e si addentra nell'entroterra attirato dal fumo di un vulcano, che crede essere la porta di Hel. Tornati in Wessex, Judith rivela ad Alfred che il capo dei cospiratori è suo fratello Aethelred. Bjorn decide di andare a riconquistare Kattegat, mentre Judith avvelena Aethelred per salvare suo figlio sapendo che il principe non avrebbe mai rinunciato al trono. Gli uomini di York si schierano con Bjorn, e Harald perciò decide di aiutarlo a riprendersi Kattegat. Ivar, convinto da Freydis ad essere un dio, fa eliminare chiunque contrasti la sua volontà, tra cui una ragazza cara a Hvitserk, e poi assassina il veggente dopo che questi ha messo in dubbio la sua paternità e la fedeltà di sua moglie, nonché la sua natura divina. Bjorn confessa a Gunnhild che quello di avere delle terre da coltivare era il sogno di suo padre mentre lui vuole essere un vichingo, ma non può farlo fintanto che il loro regno è in mano ad Ivar.
Floki trova in una grotta vulcanica un'antica croce cristiana. Capendo di non essere mai arrivato in una terra divina ha una crisi di fede, in quel momento il vulcano erutta e viene coinvolto dall'esplosione. Bjorn sposa Gunnhild e dopodiché partono assieme a Magnus, Harald e alle altre forze verso Kattegat. Ivar allontana Hvitserk verso nord, per capire se re Olaf può essere loro alleato, ma Hvitserk finalmente si convince che il fratello è un sadico e un re tremendo, perciò chiede a re Olaf di combatterlo. Intanto, nel Wessex, Ubbe combatte nuovamente per re Alfred contro i norreni, ottenendo finalmente il favore del popolo sassone e ritrovando la sua fede negli dei norreni. Lagertha viene ritrovata ferita e in preda a una crisi dopo tutti i traumi subiti e alle morti di Ragnar, Astrid e Heahmund, che però non l'hanno ancora del tutto spezzata. Arrivati a destinazione Bjorn e Harald incontrano le forze di Olaf e Hvitserk, che perciò si uniscono per combattere. Freydis da alla luce un bambino deforme, che Ivar abbandona nella foresta per evitargli una vita di sofferenze come quella che lui ha vissuto. Ubbe, Torvi e i figli di Bjorn riaccolgono Lagertha aiutandola a ritrovare il senno e decidono di partire per Kattegat andando da Bjorn. Ivar sconfigge le forze nemiche, ma Gunnhild salva Bjorn, che convince gli uomini di Kattegat che non è loro nemico, al contrario di Ivar che regna col terrore uccidendo chiunque lo contrasti. Freydis, dopo aver appreso della morte del bambino per colpa di Ivar, lo tradisce rivelando a Bjorn di un passaggio segreto costruito per emergenza, che porta dentro e fuori città. Magnus muore nell'attacco mentre Bjorn, Hvitserk, Gunnhild e Harald entrano in città. Scoprendo il suo tradimento, Ivar uccide Freydis e poi fugge dalla città, mentre Lagertha, Ubbe e Torvi arrivano in tempo per dare la spada del re a Bjorn e dichiararlo re di Kattegat.

## Episodi
La prima stagione è andata in onda in prima visione su History in Canada dal 3 marzo al 28 aprile 2013, la seconda dal 27 febbraio al 1º maggio 2014, la terza dal 19 febbraio al 23 aprile 2015, la quarta dal 18 febbraio 2016 al 1º febbraio 2017, la quinta dal 29 novembre 2017 al 30 gennaio 2019, la sesta e ultima dal 4 dicembre 2019 al 3 marzo 2021. In Irlanda, la seconda parte della sesta e ultima stagione è stata resa disponibile interamente su Prime Video il 30 dicembre 2020, in anteprima rispetto alla distribuzione originale canadese.
In Italia, la prima stagione è stata trasmessa in prima visione su Rai 4 dal 28 maggio al 23 luglio 2014. La seconda stagione è stata distribuita on demand su TIMvision il 4 novembre 2014, la terza il 19 giugno 2015, la quarta dal 2 marzo 2016 al 3 febbraio 2017, la quinta dal 30 novembre 2017 al 31 gennaio 2019, la sesta e ultima dal 5 dicembre 2019 al 30 dicembre 2020.

In chiaro, la seconda stagione è stata trasmessa su Rai 4 dal 25 marzo al 3 giugno 2015, la terza dal 25 gennaio al 22 febbraio 2016, la quarta dal 20 febbraio al 3 aprile 2017, la quinta dal 12 marzo 2018 al 30 aprile 2019, la sesta e ultima dal 9 dicembre 2020 al 27 settembre 2021.
| Stagione         | Episodi | Episodi | Prima TV Canada | Distribuzione Italia |
| ---------------- | ------- | ------- | --------------- | -------------------- |
| Prima stagione   | 9       | 9       | 2013            | 2014                 |
| Seconda stagione | 10      | 10      | 2014            | 2014                 |
| Terza stagione   | 10      | 10      | 2015            | 2015                 |
| Quarta stagione  | 20      | 10      | 2016            | 2016                 |
| Quarta stagione  | 20      | 10      | 2016-2017       | 2016-2017            |
| Quinta stagione  | 20      | 10      | 2017-2018       | 2017-2018            |
| Quinta stagione  | 20      | 10      | 2018-2019       | 2018-2019            |
| Sesta stagione   | 20      | 10      | 2019-2020       | 2019-2020            |
| Sesta stagione   | 20      | 10      | 2021            | 2020                 |

## Personaggi e interpreti

### Personaggi principali
- Ragnar Lothbrok (stagioni 1-4), interpretato da Travis Fimmel, doppiato da Maurizio Merluzzo.
- Lagertha, conosciuta anche come Ingstad (stagioni 1-6), interpretata da Katheryn Winnick, doppiata da Stefania De Peppe.
- Rollo (stagioni 1-4; apparizioni speciali stagione 5), interpretato da Clive Standen, doppiato da Riccardo Lombardo.
- Siggy (stagioni 1-3), interpretata da Jessalyn Gilsig, doppiata da Valeria Falcinelli.
- Floki (stagioni 1-6), interpretato da Gustaf Skarsgård, doppiato da Francesco Mei.
- Conte Haraldson (stagione 1), interpretato da Gabriel Byrne, doppiato da Augusto Di Bono.
- Athelstan (stagioni 1-3; ricorrente stagione 4), interpretato da George Blagden, doppiato da Ruggero Andreozzi.
- Horik di Danimarca (stagioni 1-2), interpretato da Donal Logue, doppiato da Raffaele Fallica.
- Aslaug (stagioni 1-4), interpretata da Alyssa Sutherland, doppiata da Tania De Domenico.
- Ecbert del Wessex (stagioni 2-4), interpretato da Linus Roache, doppiato da Massimiliano Lotti.
- Bjorn la Corazza (stagioni 2-6), interpretato da Alexander Ludwig, doppiato da Simone Lupinacci.
  - Bjorn da bambino (ricorrente stagioni 1, 4; ospite stagione 2), interpretato da Nathan O'Toole, doppiato da Simone Lupinacci.
- Kalf (stagioni 3-4), interpretato da Ben Robson, doppiato da Diego Baldoin.
- Harbard (stagioni 3-4), interpretato da Kevin Durand, doppiato da Mario Zucca.
- Carlo della Franchia Occidentale (stagioni 3-4), interpretato da Lothaire Bluteau, doppiato da Gianni Quillico.
- Indovino (stagioni 4-6, ricorrente stagioni 1-3), interpretato da John Kavanagh, doppiato da Mario Scarabelli.
- Harald Bellachioma (stagioni 4-6), interpretato da Peter Franzén, doppiato da Giuseppe Calvetti.
- Halfdan il Nero (stagioni 4-6), interpretato da Jasper Pääkkönen, doppiato da Edoardo Lomazzi.
- Ivar il Senz'ossa (stagioni 4-6, ospite stagione 4), interpretato da Alex Høgh, doppiato da Mosè Singh.
  - Ivar da bambino (ricorrente stagioni 2-4), interpretato da James Quinn Markey (stagione 4), doppiato da Alessandro Fresta (stagioni 2-4).
- Hvitserk (stagioni 4-6, ospite stagione 4), interpretato da Marco Ilsø, doppiato da Gianandrea Muià.
  - Hvitserk da bambino (ricorrente stagioni 2-4), interpretato da Cathal O'Hallin (ricorrente stagioni 2-3) e da Stephen Rockett (ricorrente stagione 4), doppiato da Stefania De Peppe (stagioni 2-3) e da Luca Cortese (stagione 4).
- Sigurd Serpente nell'occhio (stagione 4, ospite stagione 4), interpretato da David Lindström, doppiato da Norman Mulinacci.
  - Sigurd da bambino (ricorrente stagioni 2-4), interpretato da Elijah O'Sullivan (ricorrente stagione 4).
- Ubbe (stagioni 4-6), interpretato da Jordan Patrick Smith, doppiato da Francesco De Marco.
  - Ubbe da bambino (ricorrente stagioni 2-4), interpretato da Cormac Melia (ricorrente stagioni 2-3) e da Luke Shanahan (ricorrente stagione 4), doppiato da Luca Cortese (stagioni 2-3) e da Radi De Iaco (stagione 4).
- Aethelwulf del Wessex (stagioni 4-5, ricorrente stagioni 2-4), interpretato da Moe Dunford, doppiato da Marcello Moronesi.
- Heahmund (stagioni 4-5), interpretato da Jonathan Rhys Meyers, doppiato da Alessandro Rigotti.
- Oleg il Profeta (stagione 6), interpretato da Danila Kozlovsky, doppiato da Marcello Cortese.
- Erik il Rosso (stagione 6), interpretato da Eric Johnson, doppiato da Stefano Annunziato.
- Torvi (stagione 6, ricorrente stagioni 2-6), interpretata da Georgia Hirst, doppiata da Maura Marenghi.
- Gunnhild (stagione 6, ricorrente stagioni 5-6), interpretata da Ragga Ragnars, doppiata da Cristiana Rossi.
- Othere (stagione 6), interpretato da Ray Stevenson, doppiato da Federico Danti.

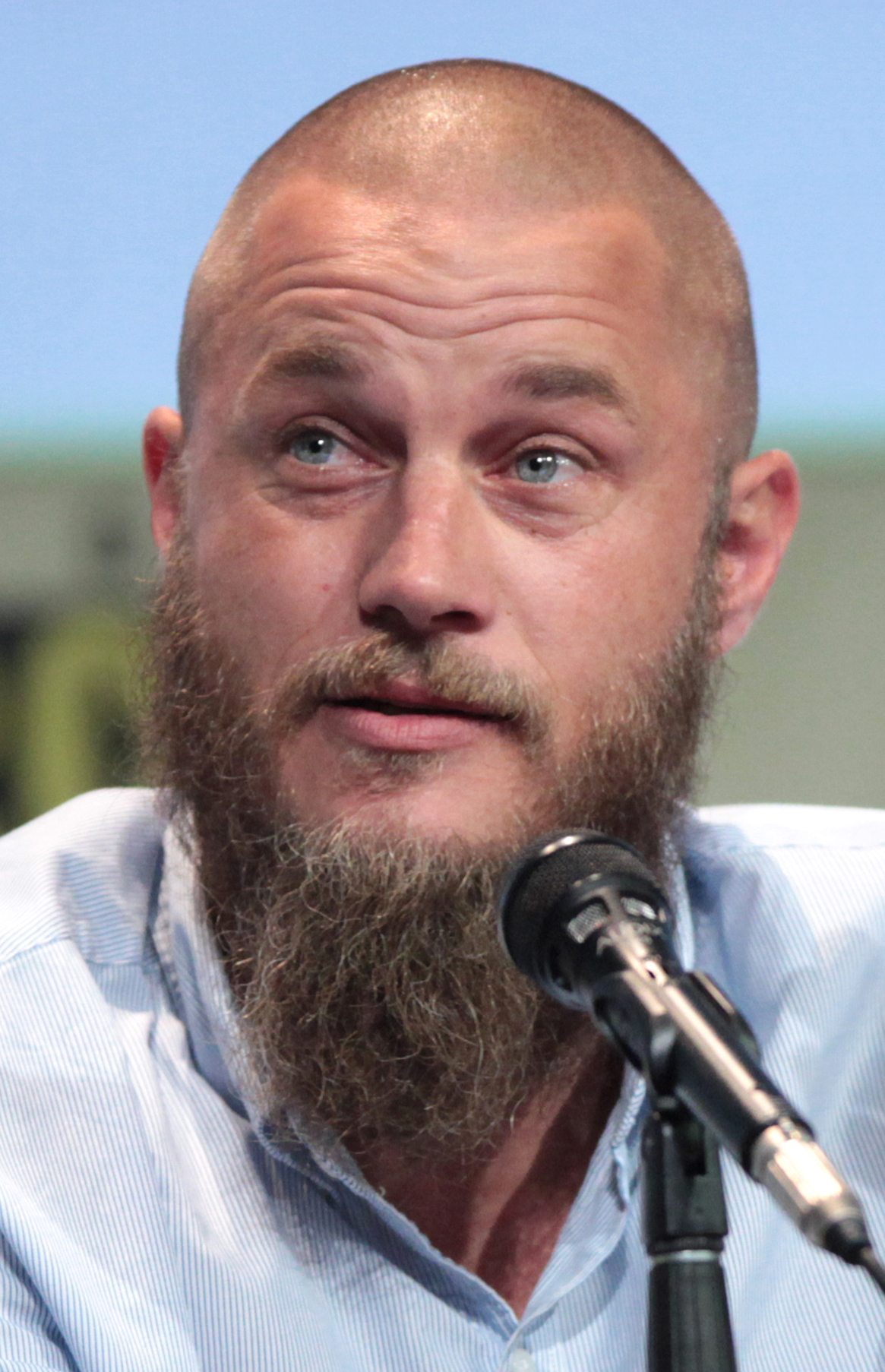
Travis Fimmel interpreta Ragnar Lothbrok.
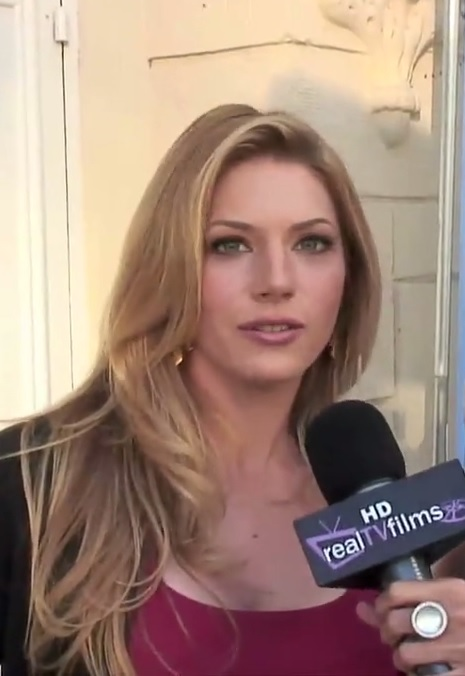
Katheryn Winnick interpreta Lagertha.
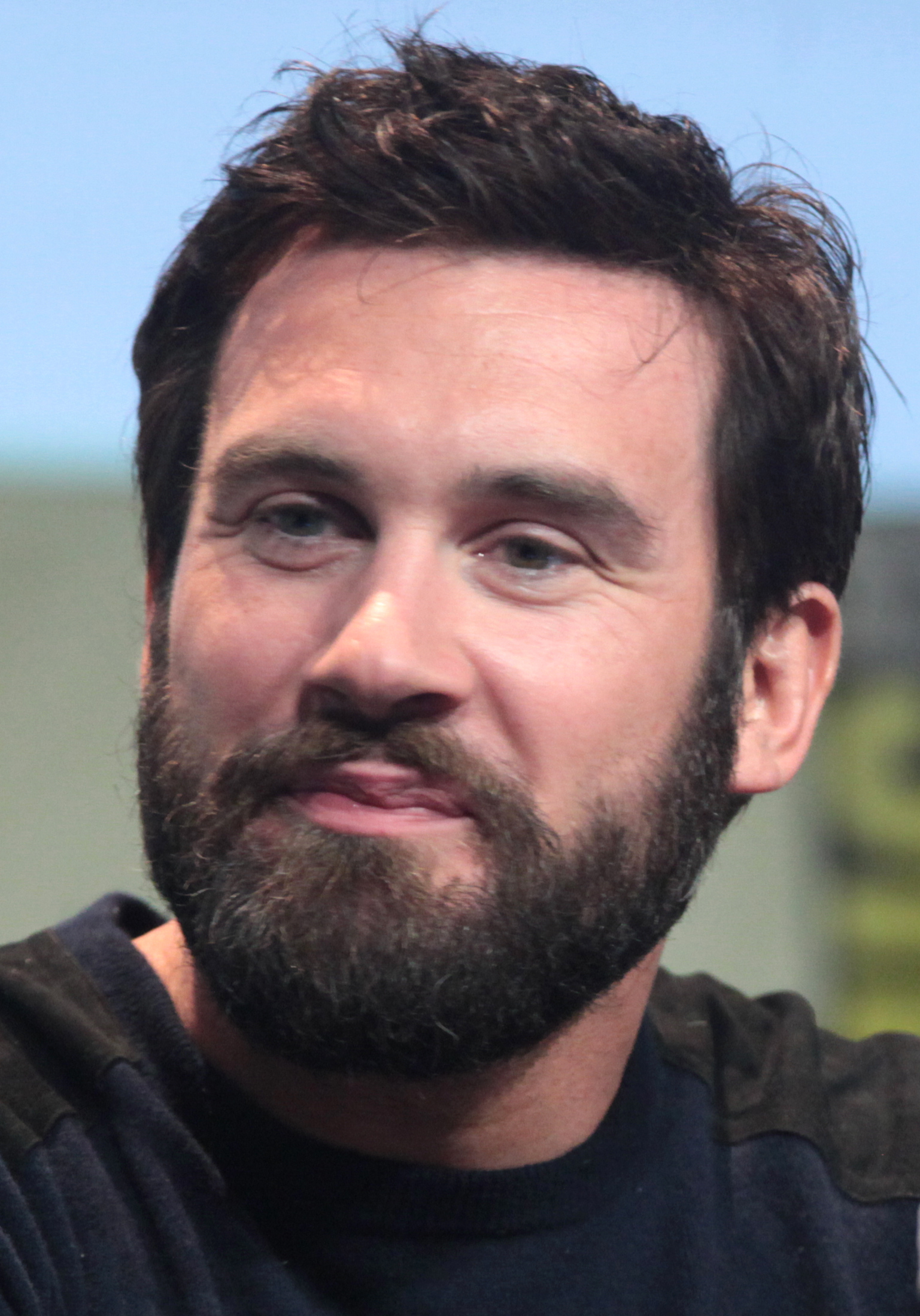
Clive Standen interpreta Rollo.
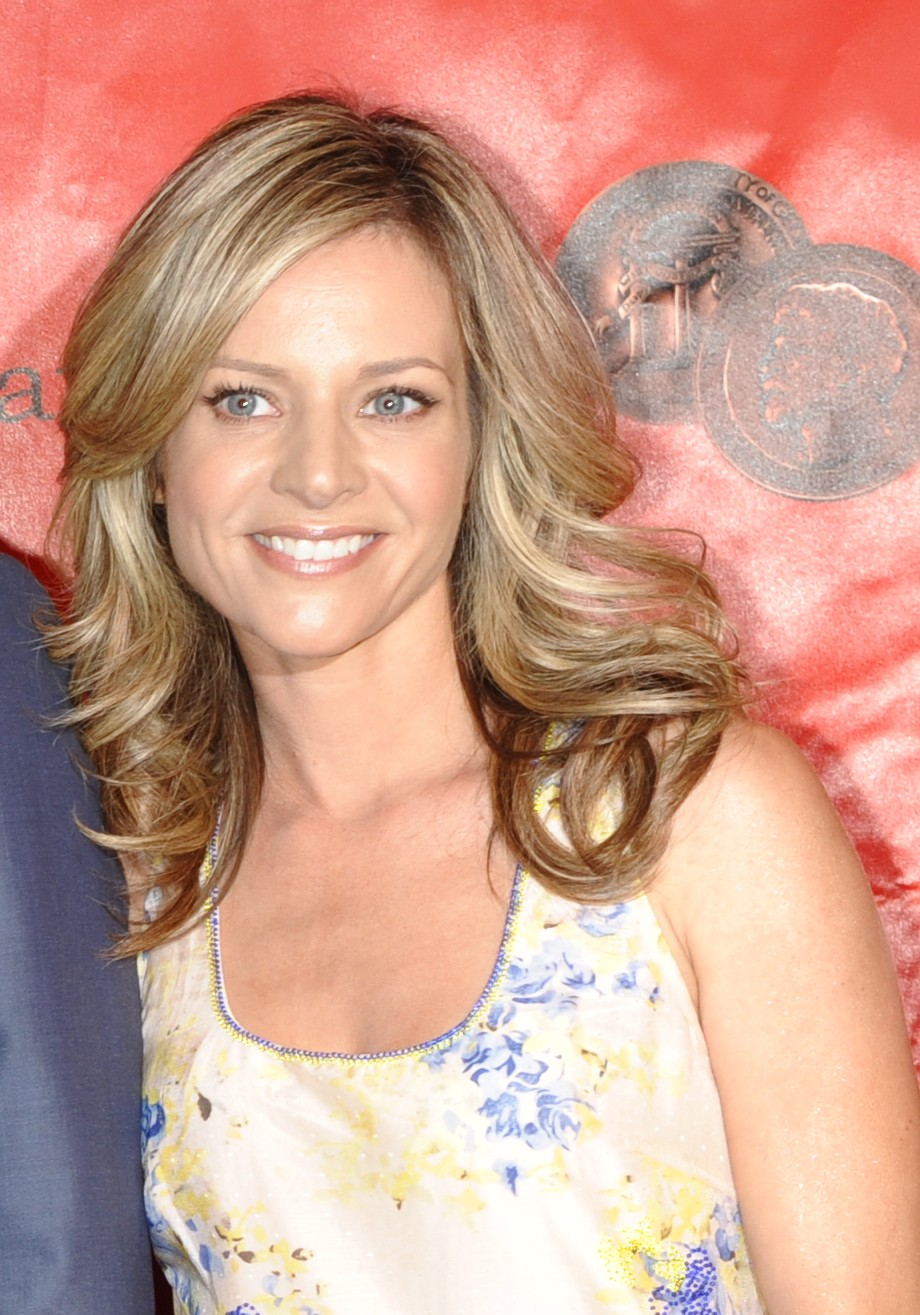
Jessalyn Gilsig interpreta Siggy.
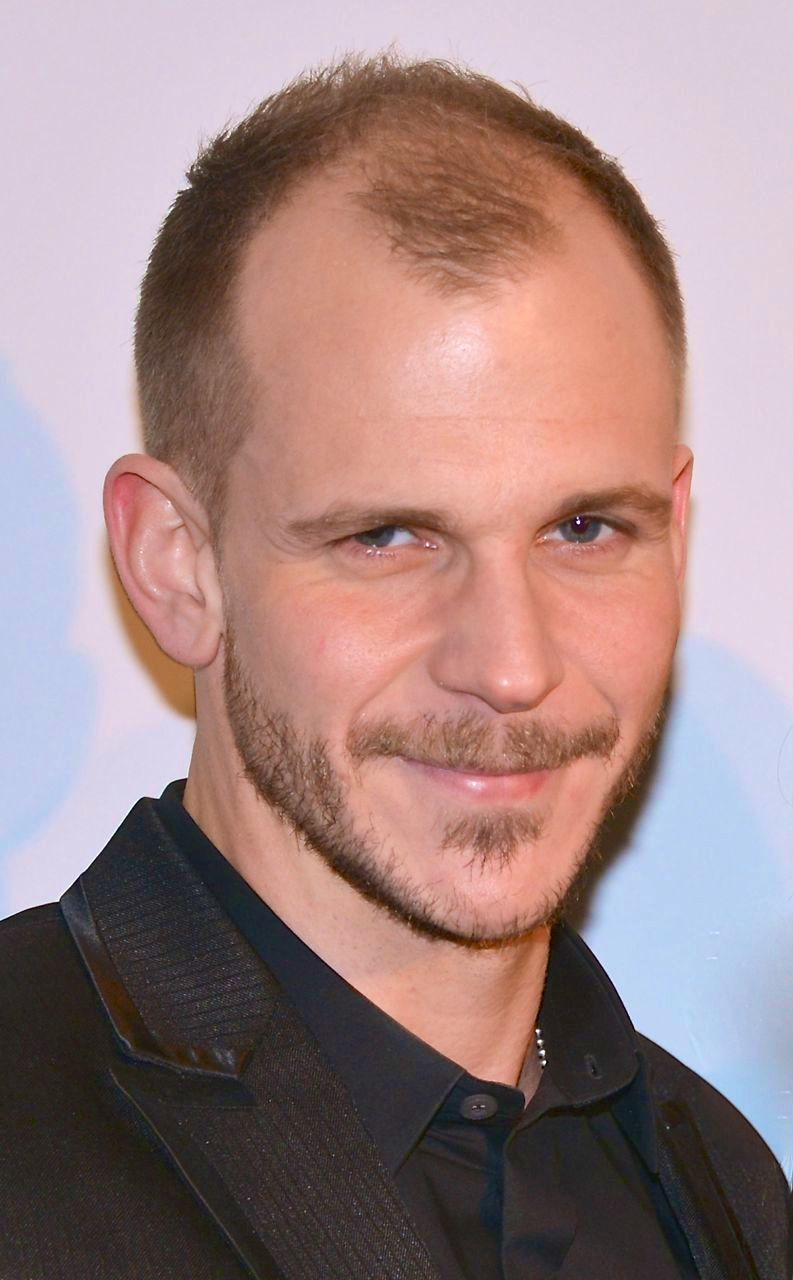
Gustaf Skarsgård interpreta Floki.
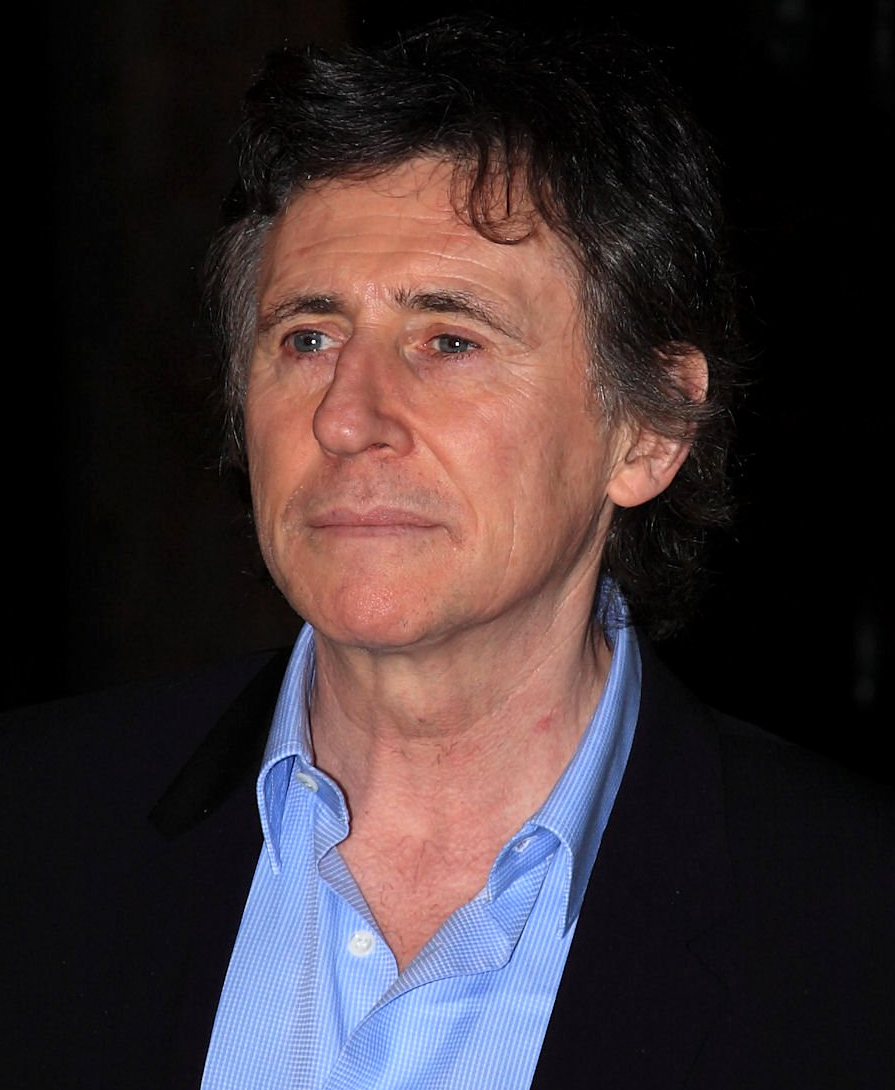
Gabriel Byrne interpreta il Conte Haraldson.
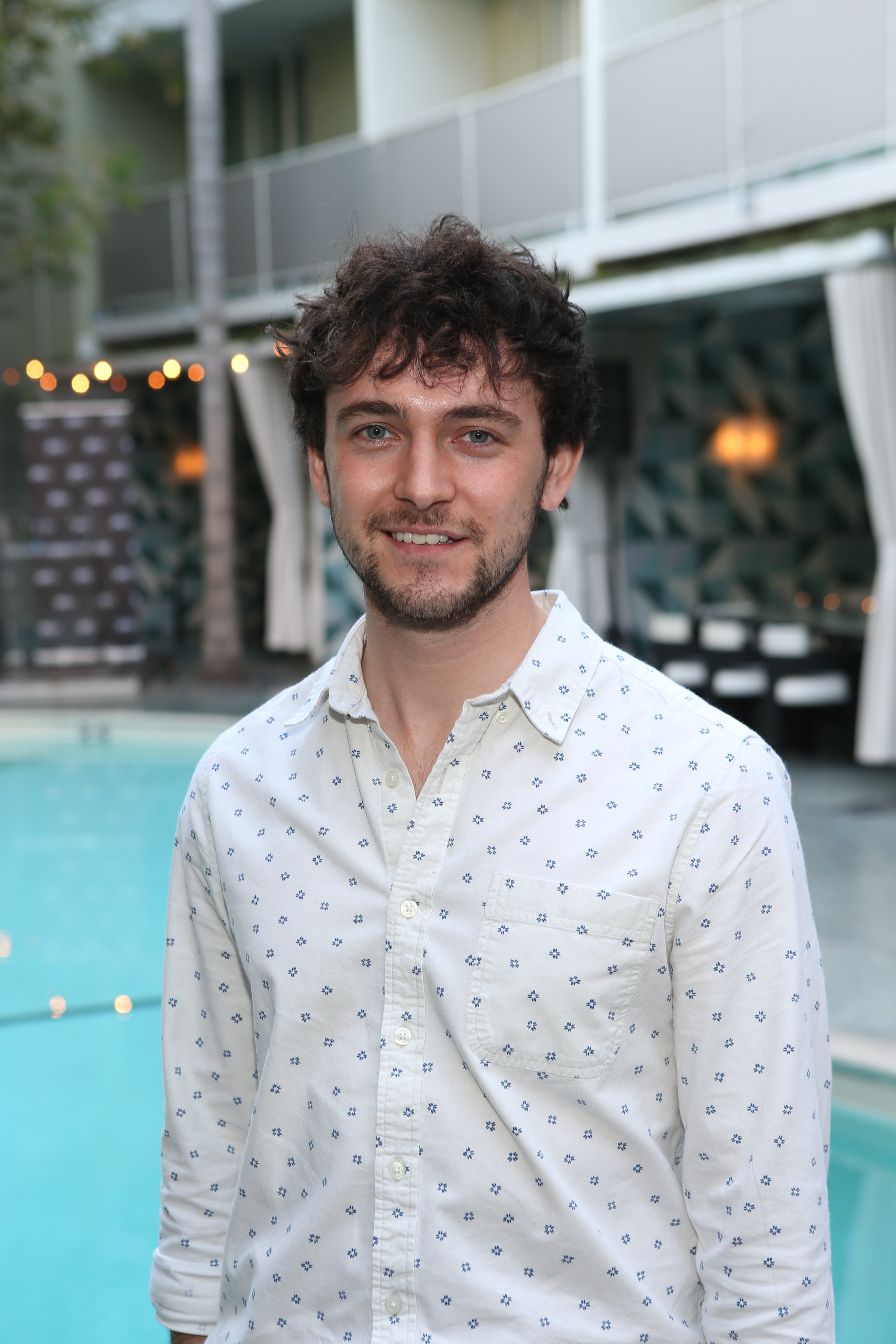
George Blagden interpreta Athelstan.
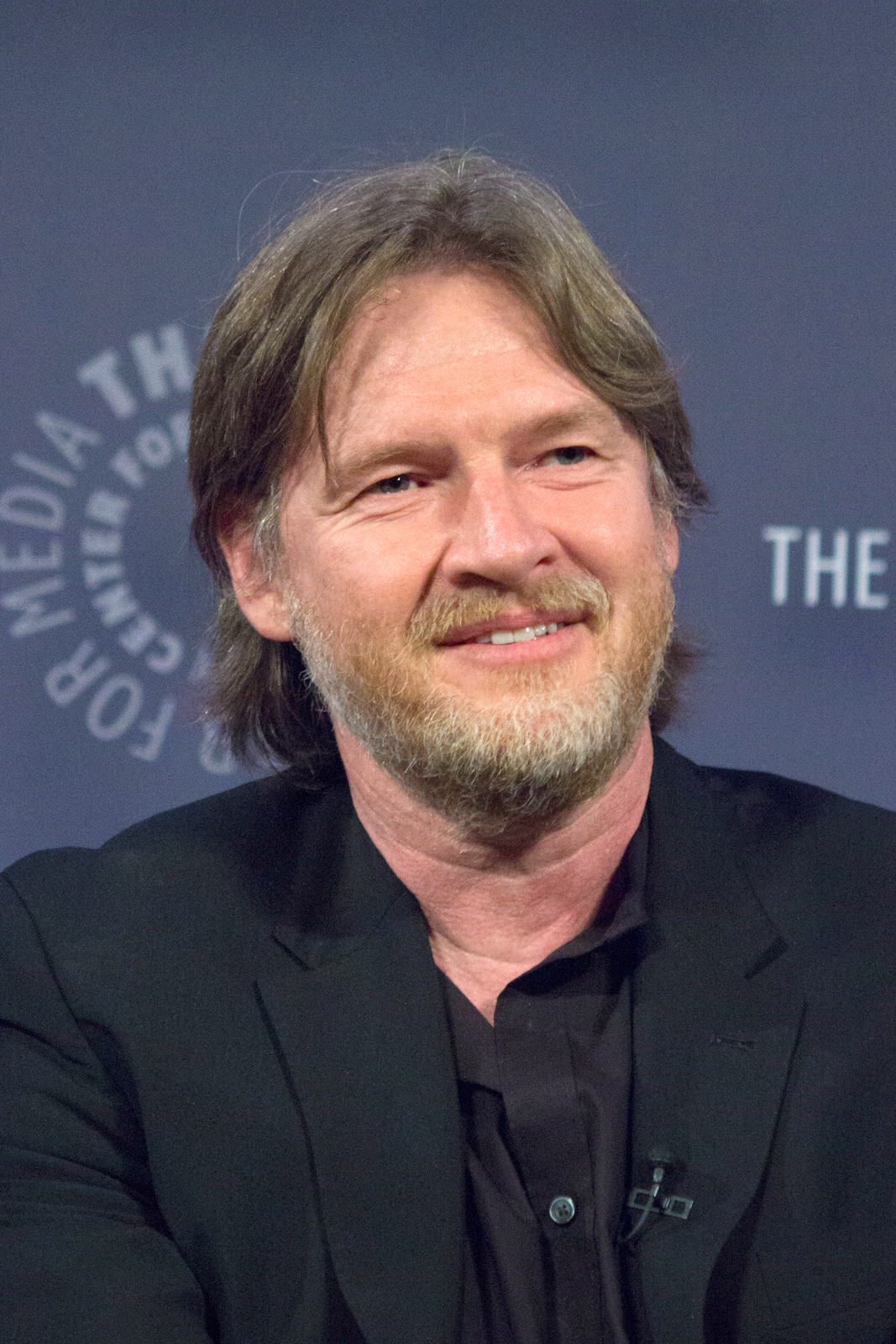
Donal Logue interpreta Horik di Danimarca.
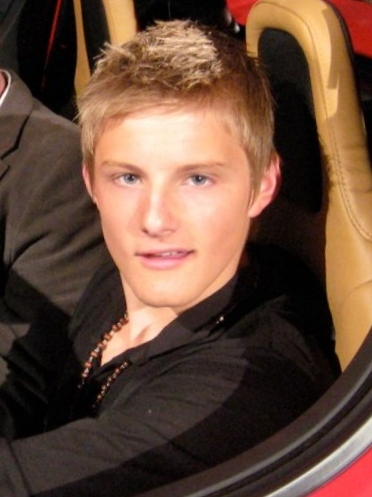
Alexander Ludwig interpreta Bjorn la Corazza.
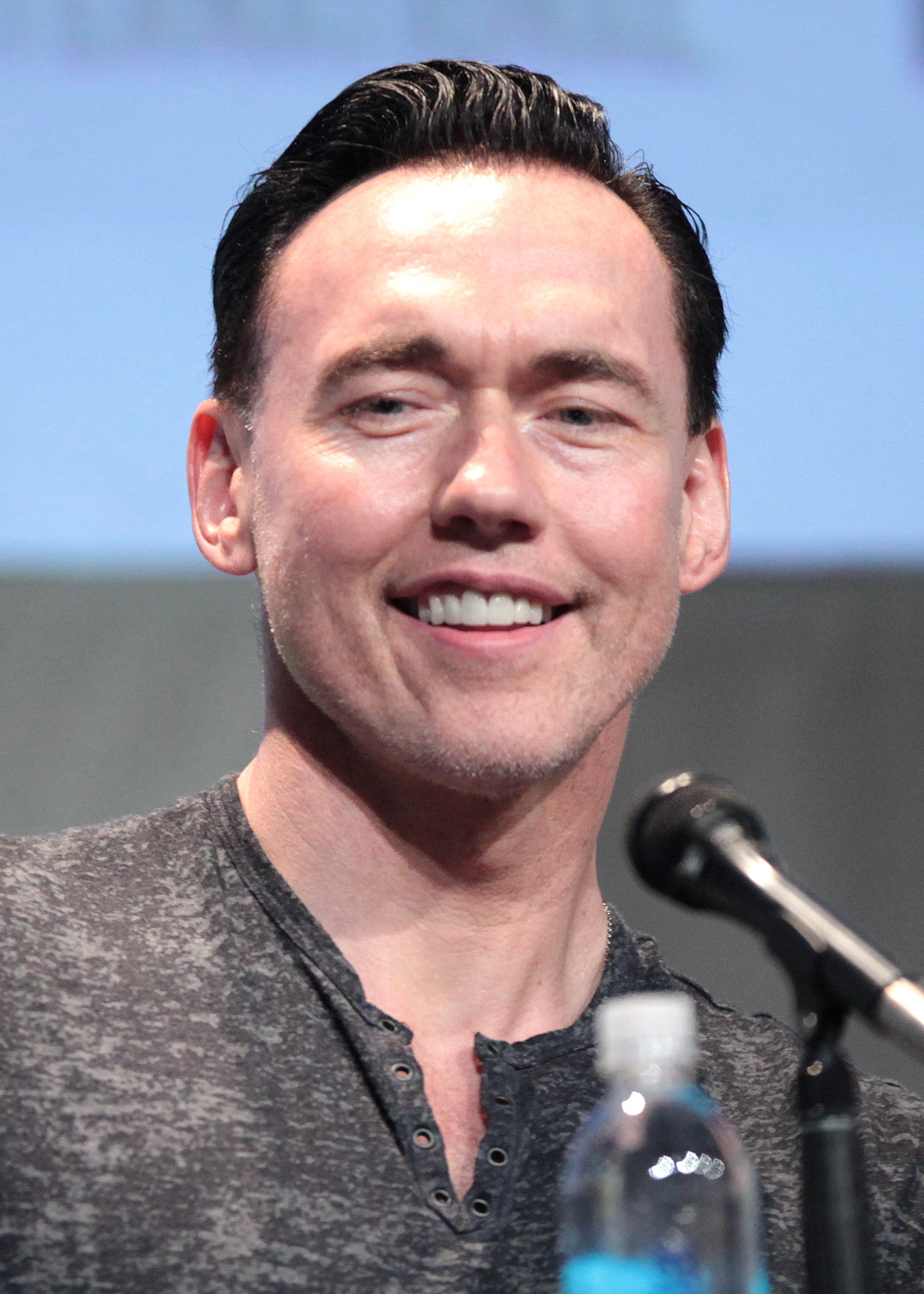
Kevin Durand interpreta Harbard.
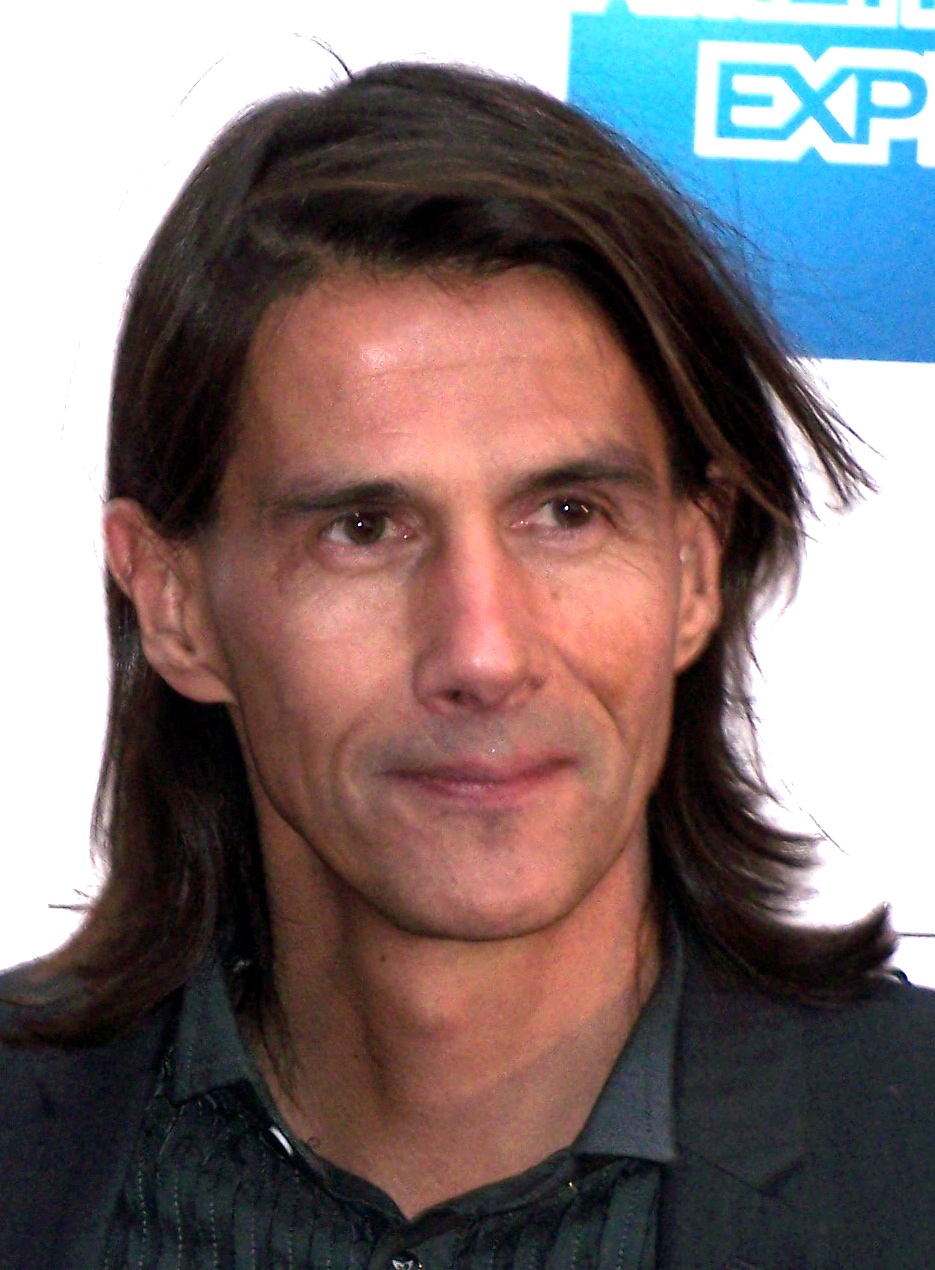
Lothaire Bluteau interpreta Carlo della Franchia Occidentale.
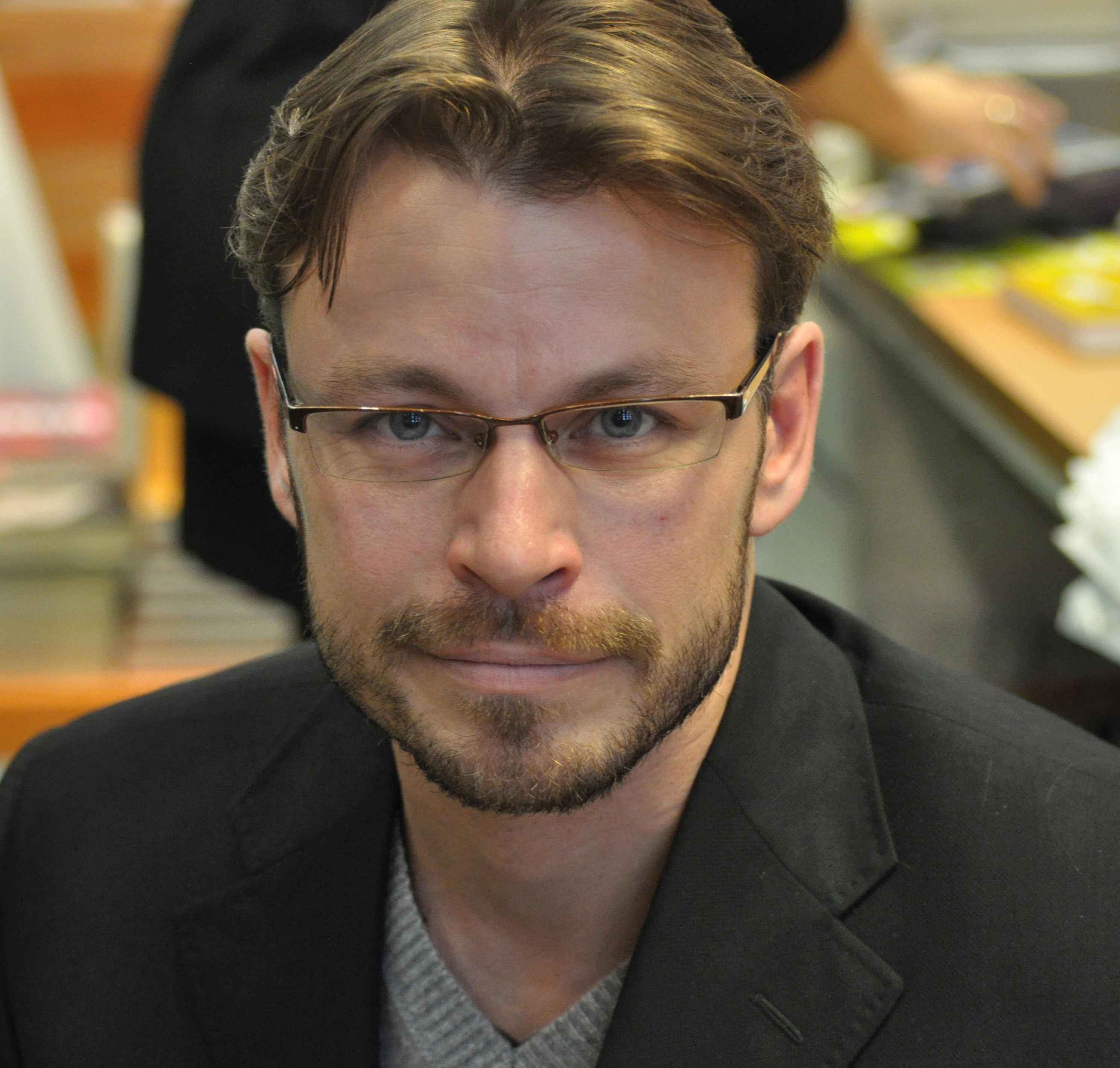
Peter Franzén interpreta Harald Bellachioma.
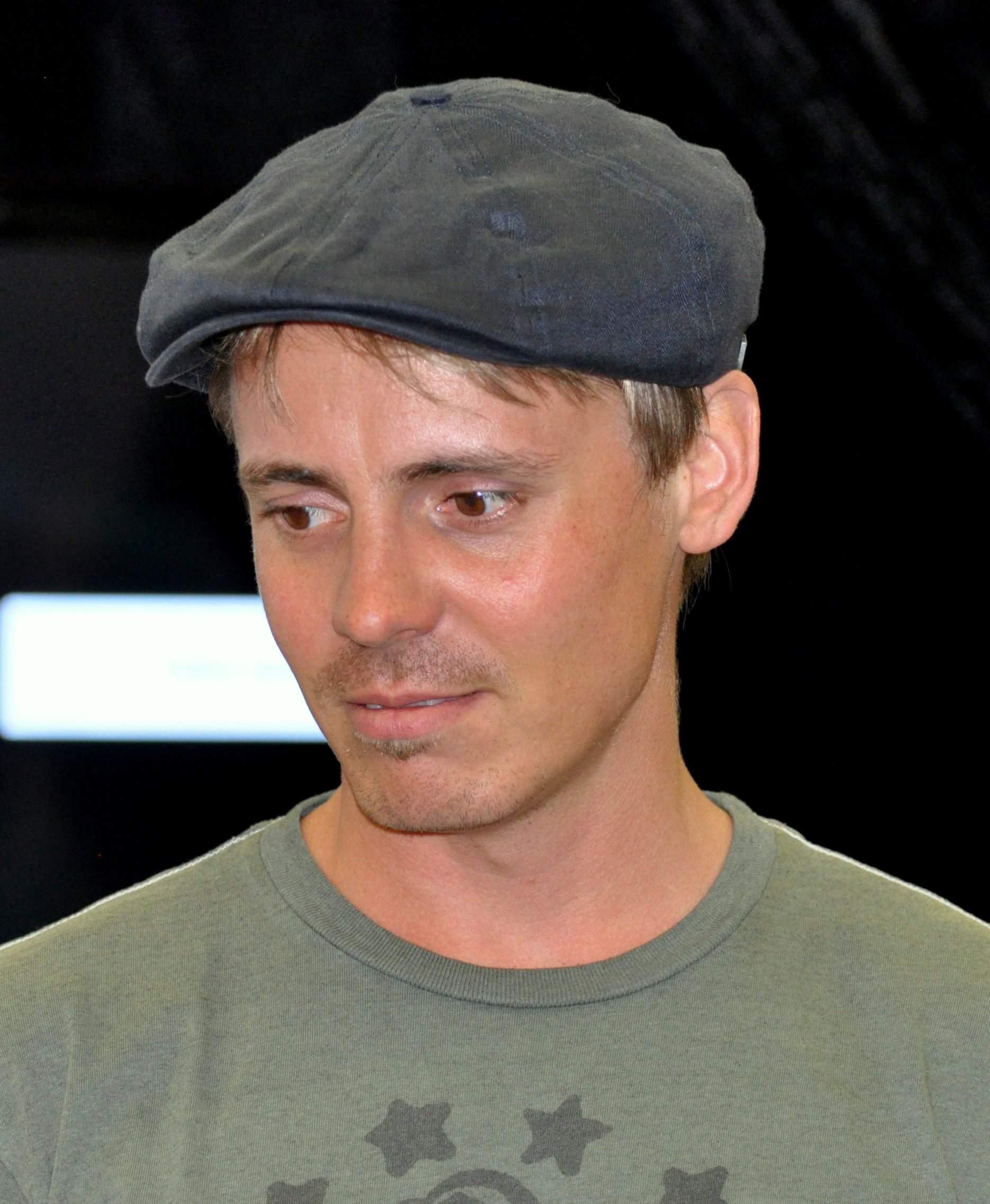
Jasper Pääkkönen interpreta Halfdan il Nero.
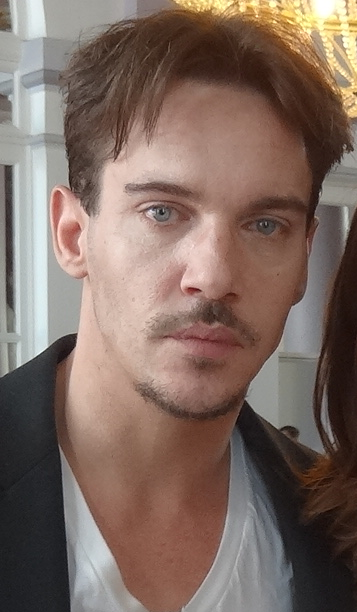
Jonathan Rhys Meyers interpreta Heahmund.
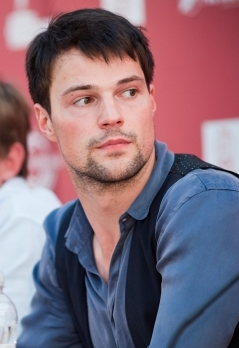
Danila Kozlovsky interpreta Oleg il Profeta.
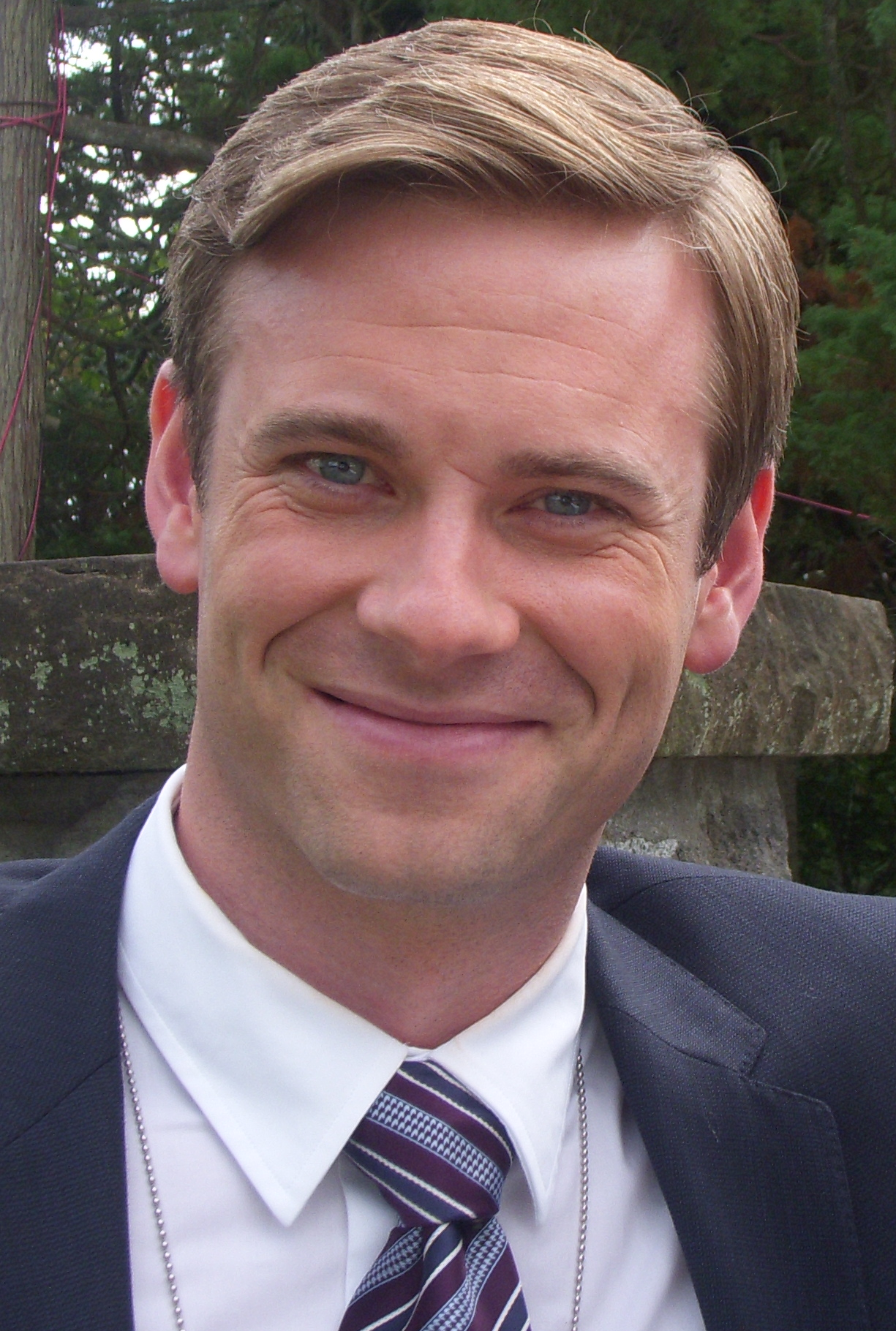
Eric Johnson interpreta Erik il Rosso.

### Personaggi ricorrenti
- Svein (stagione 1), interpretato da David Pearse, doppiato da Marco Pagani.
- Gyda (ricorrente: stagione 1; ospite: stagione 4), interpretata da Ruby O'Leary, doppiata da Sara Izzo.
- Erik (stagione 1), interpretato da Vladimir Kulich, doppiato da Alessandro D'Errico.
- Leif (stagione 1), interpretato da Diarmaid Murtagh, doppiato da Vittorio Bestoso.
- Arne (ricorrente: stagione 1; ospite: stagione 2), interpretato da Tadhg Murphy, doppiato da Alessandro Capra.
- Torstein (stagioni 1-3), interpretato da Jefferson Hall, doppiato da Matteo Brusamonti.
- Aelle di Northumbria (ricorrente: stagioni 1, 4; ospite: stagioni 2-3), interpretato da Ivan Kaye, doppiato da Stefano Albertini (stagioni 1-3) e da Pietro Ubaldi (stagione 4).
- Thyri (ricorrente: stagione 1; ospite: stagione 3), interpretata da Elinor Crawley, doppiata da Ludovica De Caro.
- Helga (stagioni 1-4), interpretata da Maude Hirst, doppiata da Federica Simonelli.
- Elisef (ospite: stagione 1; ricorrente: stagione 2), interpretata da Carrie Crowley, doppiata da Alessandra De Luca (prima voce) e da Maura Marenghi (seconda voce).
- Rafarta (ospite: stagione 1; ricorrente: stagione 5), interpretata da Donna Dent, doppiata da Dania Cericola (stagione 5).
- Ealhswith di Northumbria (ospite: stagioni 1-2, 4), interpretata da Cathy White, doppiata da Alessandra De Luca.
- Jarl Borg (ospite: stagione 1; ricorrente: stagione 2), interpretato da Thorbjørn Harr, doppiato da Marcello Cortese.
- Erlendur (stagioni 2-4), interpretato da Edvin Endre, doppiato da Lupo Misrachi.
- Sigvard (stagione 2), interpretato da Morten Sasse Suurballe, doppiato da Claudio Beccari.
- Edmund (stagioni 2-4), interpretato da Philip O'Sullivan, doppiato da Riccardo Peroni.
- Þórunn (stagioni 2-3), interpretata da Gaia Weiss, doppiata da Isabella Cortese.
- Judith di Northumbria/Wessex (stagioni 2-5), interpretata da Sarah Greene (stagione 2) e da Jennie Jacques (stagioni 3-5), doppiata da Albachiara Porcelli (prima voce) e da Mara Gualandris (seconda voce).
- Einar (ospite: stagioni 2, 4; ricorrente: stagione 3), interpretato da Steve Wall, doppiato da Federico Danti.
- Kwenthrith di Mercia (ospite: stagione 2; ricorrente: stagioni 3-4), interpretata da Amy Bailey, doppiata da Renata Bertolas.
- Angrboda (ospite: stagioni 2, 4; ricorrente: stagione 3), interpretata da Rosalie Connerty (stagione 4).
- Burgred di Mercia (stagione 3), interpretato da Aaron Monaghan.
- Siegfried (stagione 3), interpretato da Greg Orvis.
- Sinric (ricorrente: stagioni 3, 5; ospite: stagione 4), interpretato da Frankie McCafferty, doppiato da Andrea Ramilli.
- Alfred del Wessex (stagioni 3-6), interpretato da Conor O'Hanlon (stagione 4), da Isaac O'Sullivan (stagione 4) e da Ferdia Walsh-Peelo (stagioni 5-6), doppiato da Omar Maestroni (stagioni 5-6).
- Oddone (stagioni 3-4), interpretato da Owen Roe, doppiato da Marco Zanni.
- Gisla della Franchia Occidentale (stagioni 3-4), interpretata da Morgane Polanski, doppiata da Ludovica De Caro.
- Roland (stagioni 3-4), interpretato da Huw Parmenter, doppiato da Roberto Palermo.
- Therese (stagioni 3-4), interpretata da Karen Hassan, doppiata da Marlene De Giovanni.
- Aethelred del Wessex (ospite: stagione 3; ricorrente: stagioni 4-5), interpretato da Darren Cahill (stagione 5), doppiato da Giorgio Longoni (stagione 5).
- Guthrum (ospite: stagione 3; ricorrente: stagioni 4-5), interpretato da Anton Giltrap (stagione 4) e da Ben Roe (stagione 5), doppiato da Vito Ventura (stagione 5).
- Magnus (ospite: stagione 3; ricorrente: stagioni 4-5), interpretato da Cameron Hogan (stagione 4) e da Dean Ridge (stagione 5), doppiato da Giuseppe Russo (stagione 5).
- Yidu (stagione 4), interpretata da Dianne Doan, doppiata da Giulia Bersani.
- Prudenzio (stagione 4), interpretato da Seán T. Ó Meallaigh, doppiato da Matteo De Mojana.
- Waerferth (stagione 4), interpretato da Des Carney.
- Astrid (stagioni 4-5), interpretata da Josefin Asplund, doppiata da Bianca Meda.
- Margrethe (stagioni 4-5), interpretata da Ida Marie Nielsen, doppiata da Laura Cherubelli.
- Hali (stagioni 4-6), interpretato da Ryan Henson (stagioni 5-6).
- Asa (stagioni 4-6), interpretata da Svea Killoran (stagione 5) e da Elodie Curry (stagione 6).
- Tanaruz (stagione 4), interpretata da Sinead Gormally.
- Cyneheard (ospite: stagione 4; ricorrente: stagione 5), interpretato da Malcolm Douglas.
- Cuthred (stagione 5), interpretato da Jonathan Delaney Tynan, doppiato da Emiliano Valdemarca.
- Capelli bianchi (stagioni 5-6), interpretato da Kieran O'Reilly.
- Kassia (stagione 5), interpretata da Karima McAdams.
- Kjetil Naso piatto (stagioni 5-6), interpretato da Adam Copeland, doppiato da Dario Agrillo.
- Eyvind (stagione 5), interpretato da Kris Holden-Ried, doppiato da Francesco Cataldo.
- Aud (stagione 5), interpretata da Leah McNamara, doppiata da Elisa Contestabile.
- Helgi il Magro (stagione 5), interpretato da Jack McEvoy, doppiato da Francesco Rovatti.
- Thorunn (stagione 5), interpretata da Mei Bignall.
- Ingvild (stagioni 5-6), interpretata da Kelly Campbell, doppiata da Luisa Ziliotto.
- Bul (stagione 5), interpretato da James Craze.
- Asbjorn (stagione 5), interpretato da Elijah Rowen.
- Thorgrim (stagione 5), interpretato da Rob Malone.
- Frodi (stagioni 5-6), interpretato da Scott Graham, doppiato da Thomas Centaro.
- Jorunn (stagione 5), interpretata da Tallulah Belle Earley.
- Svase (stagione 5), interpretato da Anthony Brophy.
- Snaefrid (stagione 5), interpretata da Dagny Backer Johnsen, doppiata da Ilaria Silvestri.
- Freydis (stagione 5), interpretata da Alicia Agneson, doppiata da Alice Doyle.
- Elsewith di Northumbria/Wessex (stagioni 5-6), interpretata da Róisín Murphy, doppiata da Ilaria Egitto.
- Thora (stagioni 5-6), interpretata da Eve Connolly, doppiata da Martina Tamburello.
- Ethelfled (stagione 5), interpretata da Ann Skelly.
- Olaf il Grosso (stagioni 5-6), interpretato da Steven Berkoff, doppiato da Cesare Rasini.
- Amma (ospite: stagione 5; ricorrente: stagione 6), interpretata da Kristy Dawn Dinsmore.
- Ingrid (stagione 6), interpretata da Lucy Martin.
- Ganbaatar (stagione 6), interpretato da Andrei Claude.
- Dir (stagione 6), interpretato da Lenn Kudrjawizki.
- Igor (stagione 6), interpretato da Oran Glynn O'Donovan, doppiato da Matteo Valentino.
- Anna (stagione 6), interpretata da Serena Kennedy e da Isabelle Connolly.
- Katia (stagione 6), interpretata da Alicia Agneson.
- Hakon (stagione 6), interpretato da Mishaël Lopes Cardozo.
- Gudrid (stagione 6), interpretata da Noella Brennan.
- Naad (stagione 6), interpretato da Ian Lloyd Anderson.
- Peminuit (stagione 6), interpretato da Wesley French, doppiato da Antonino Jonathan Luzzi.
- We'jitu (stagione 6), interpretato da Phillip Lewitski.

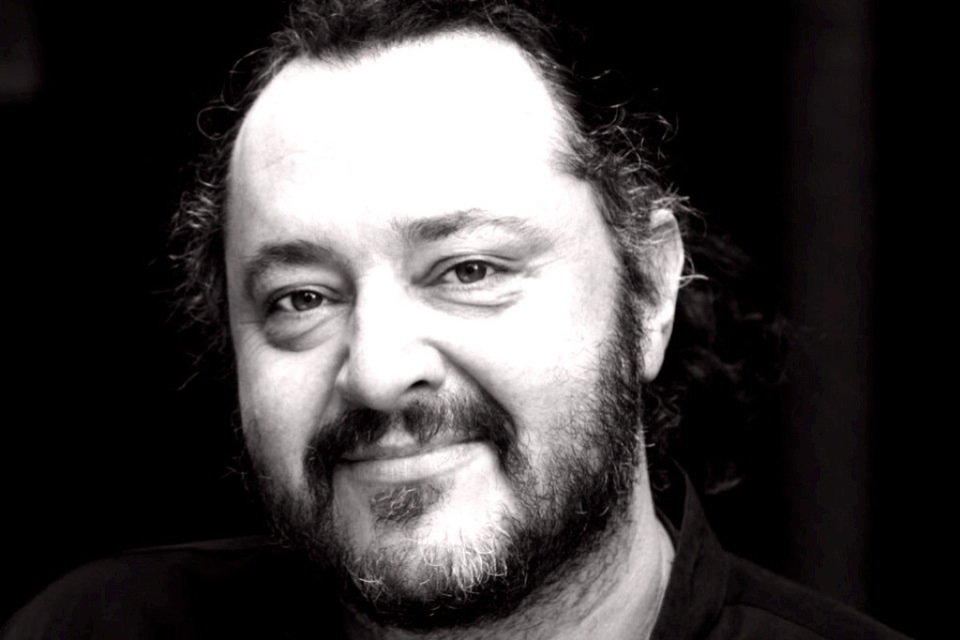
Ivan Kaye interpreta Aelle.
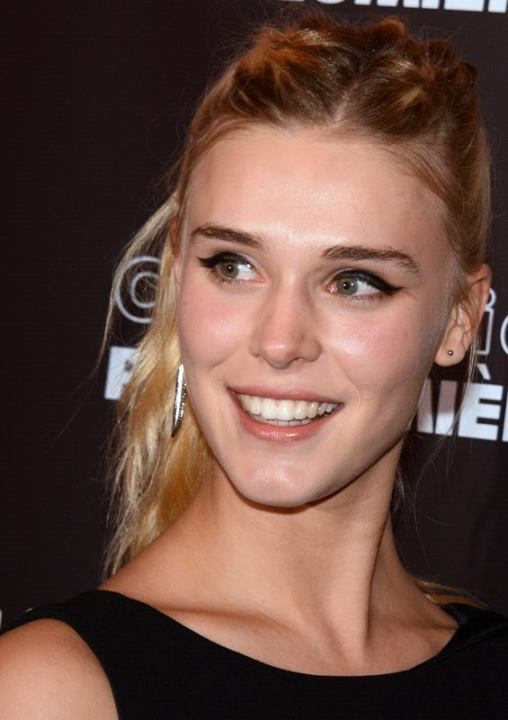
Gaia Weiss interpreta Þórunn.

## Produzione

### Genesi e ideazione
Vikings è una co-produzione internazionale tra Irlanda e Canada, vede la collaborazione delle case di produzione Take 5 Productions, Metro-Goldwyn-Mayer, Octagon Films, Shaw Media e World 2000 Entertainment. Il creatore e produttore esecutivo della serie è Michael Hirst il quale ha già lavorato con Take 5 Productions sulle serie televisive I Tudors e Camelot. La prima stagione è costata 40 milioni di dollari. Hirst sostiene di non essere mai stato un appassionato del genere fantasy, è invece attratto dagli avvenimenti storici e da fatti realmente accaduti in quanto, a suo vedere, la realtà supera sempre la fantasia. I Vichinghi con la loro improvvisa espansione economico-militare, il loro folklore e la religione pagana (in un medioevo cristiano) sono l'esempio di come le vicende storiche assumano spesso contorni epici e talvolta indecifrabili, tanto da cadere nel mito. Ancora oggi è infatti difficilmente spiegabile l'influenza geopolitica esercitata da queste tribù scandinave su territori quali Russia, Inghilterra, Spagna, Italia, Francia, Irlanda, Islanda e probabilmente persino il Nord America. E si tratta di popolazioni che non hanno lasciato nulla di scritto sulla loro storia e origine. Tutto quello che sappiamo su di loro ci è stato tramandato da coloro che ne sono venuti in contatto (spesso in maniera traumatica) o da saghe scritte sotto forma di poemi epici a partire dal XII secolo. Quindi le gesta di molti antichi re ed eroi scandinavi sono state messe per iscritto 300-400 anni dopo la loro epoca. Di conseguenza sono poco attendibili ma anche questo contribuisce ad aumentare il fascino dell'Era Vichinga. Hirst si è avvalso di Justin Pollard quale consulente storico per muoversi tra il labirinto di miti, leggende e fatti storici (anche se rivisitati) per costruire uno scenario credibile, specificando però che la serie televisiva è una drammatizzazione di eventi storici e non ha fini documentaristici. L'interesse per i Vichinghi nasce in Hirst a fine anni novanta quando gli viene commissionato un film sul re inglese Alfredo il Grande. Durante il suo regno la Gran Bretagna subì l'invasione delle popolazioni vichinghe provenienti dalla Danimarca i quali riuscirono persino a scacciare Alfredo dal Wessex e li vi misero una loro regno denominato Danelaw. Hirst sarebbe stato interessato a produrre un film o una serie su questi popoli ma in quel periodo nessuno pareva interessato all'argomento ma negli anni duemila l'interesse per le ultime popolazioni pagane d'Europa cominciò a tornare. Nel 2010 la stessa MGM gli commissiona un television drama sull'era vichinga e comincia così a prendere forma quella che sarà Vikings. Secondo Hirst il richiamo dell'era vichinga è avvenuto in seguito al radicalizzarsi delle posizioni politico-religiose degli anni duemila. Le popolazioni scandinave rappresentavano (nell'alto medioevo) una forte opposizione culturale e religiosa nei confronti dell'europa cristiana. La loro espansione ha poi generato forti timori da parte di tutti i regni che vedevano nella religione di Cristo una fonte di verità ed unione per i popoli del continente europeo. Difatti tutte le cronache storiche (scritte dai cristiani) dipingono i vichinghi come brutali conquistatori, saccheggiatori assetati di sangue e ricchezze. Si tratta però di una visione di parte e, come ogni avvenimento storico, è stata oggetto di un revisionismo inevitabile se si considera la mancanza di fonti storiche accreditabili ai vichinghi, svaniti dalla storia senza lasciare testi scritti e usciti sconfitti dal confronto culturale con la chiesa romana. L'era vichinga termina infatti con la conversione al cristianesimo delle regioni scandinave e la distruzione del tempio sacro di Uppsala, il luogo di culto più importante per i vichinghi. Al suo posto è stata edificata una chiesa cristiana.

### Sceneggiatura e regia
La serie è stata interamente scritta da Michael Hirst. Per dirigere gli episodi, invece, la produzione si è affidata a vari registi: Johan Renck (episodi 1x01, 1x02 e 1x03), Ciarán Donnelly (episodi 1x04, 1x05, 1x06, 2x01, 2x02, 4x01, 4x02, 4x03, 4x15, 4x16, 5x05, 5x06, 5x11, 5x12 e 5x13), Ken Girotti (episodi 1x07, 1x08, 1x09, 2x03, 2x04, 2x09, 2x10, 3x01, 3x02, 3x09, 3x10, 4x06, 4x07 e 4x08), Jeff Woolnough (episodi 2x05, 2x06, 3x03, 3x04, 4x09, 4x10, 4x17, 4x18, 5x07 e 5x08), Kari Skogland (episodi 2x07 e 2x08), Helen Shaver (episodi 3x05, 3x06, 4x04, 4x05, 5x17, 5x18, 6x14 e 6x15), Kelly Makin (episodi 3x07 e 3x08), Daniel Grou (episodi 4x11, 4x12, 5x09, 5x10, 6x09, 6x10 e 6x11), Sarah Harding (episodi 4x13 e 4x14), Ben Bolt (episodi 4x19 e 4x20), David Wellington (episodi 5x01, 5x02, 5x19 e 5x20), Steve Saint Leger (episodi 5x03, 5x04, 5x14, 5x15, 5x16, 6x01, 6x02, 6x03, 6x07, 6x18, 6x19 e 6x20), David Frazee (episodi 6x04, 6x05, 6x06, 6x12 e 6x13), Katheryn Winnick (episodio 6x08) e Paddy Breathnach (episodi 6x16 e 6x17).

### Rinnovi
| Stagione | Episodi | Ordinata          | Fonte  |
| -------- | ------- | ----------------- | ------ |
| Prima    | 9       | 13 marzo 2012     | [ 11 ] |
| Seconda  | 10      | 5 aprile 2013     | [ 12 ] |
| Terza    | 10      | 25 marzo 2014     | [ 13 ] |
| Quarta   | 20      | 26 marzo 2015     | [ 14 ] |
| Quinta   | 20      | 17 marzo 2016     | [ 15 ] |
| Sesta    | 20      | 12 settembre 2017 | [ 16 ] |

### Riprese
La riprese sono cominciate nel mese di luglio 2012 agli Ashford Studios, una struttura di recente costruzione in Irlanda. Il 16 agosto 2012, alcune scene con navi vichinghe sono state girate a Luggala, nel cuore delle montagne di Wicklow.

## Distribuzione
In Canada, la serie ha debuttato il 3 marzo 2013 sul canale History, mentre in Irlanda è stata trasmessa per la prima volta sul canale RTÉ Two dal 26 gennaio 2014. Al di fuori dei paesi d'origine, i diritti di distribuzione sono stati venduti da MGM Television. Negli Stati Uniti, la serie è stata trasmessa su History, in simulcast con History Canada, fino alla fine della prima metà della sesta stagione. Nel Regno Unito, la serie ha debuttato il 24 maggio 2013 sul servizio di streaming LoveFilm; a partire dalla terza stagione i diritti sono passati a Prime Video.
A seguito di un accordo esclusivo tra MGM Television e Prime Video, la seconda metà della sesta e ultima stagione è stata distribuita interamente su Prime Video in Irlanda, Stati Uniti, Regno Unito, Germania e Austria il 30 dicembre 2020, in anteprima rispetto alla distribuzione originale canadese.

## Accoglienza
La serie ha ricevuto un responso generalmente favorevole dalla critica. DeWolf Smith di Wall Street Journal ha evidenziato, tra i punti a favore della serie, una ricostruzione naturale ed autentica di ambientazioni e costumi, apprezzando come Vikings non sia - a dispetto di altre serie (es. Spartacus) - una celebrazione di sesso e violenza, ma «uno studio di carattere, resistenza, potenza e [...] di risveglio sociale, emotivo e persino intellettuale» (emblematica è la sete di conoscenza del protagonista Ragnar, superiore al desiderio di conquista che contraddistingue il suo popolo).
Hank Stuever, scrivendo per il Washington Post, ha etichettato la nuova serie come «un dramma avvincente e robusto [...] che vince sulle aspettate scene splatter e di taglio gore». Neil Genzlinger, di New York Times, ha elogiato la cinematografia pulita e varie performance attoriali, in particolare quella di Fimmel, e ha accostato Vikings a serie come Il Trono di Spade e Spartacus, sottolineando favorevolmente l'assenza di nudità gratuita nella prima rispetto alle altre due.
James Poniewozik, di TIME, ha evidenziato come il primo episodio non vada a ricercare l'ambizione narrativa de Il Trono di Spade o le sottigliezze politiche di Roma, ma mira più ad una cura storica come quella de I Tudors e I Borgia.
La serie è stata nominata per diversi premi, vincendone alcuni. Tra le nomination più importanti ve ne sono tre per gli Emmy 2013, nelle categorie: Outstanding Main Title Design, Outstanding Sound Editing for a Series e Outstanding Special Visual Effects in a Supporting Role.

### Punteggi
La seguente tabella elenca i punteggi della critica professionale e degli utenti secondo gli aggregatori Metacritic e Rotten Tomatoes. I dati sono aggiornati al 7 gennaio 2020.
| Aggregatore     | Aggregatore | Stagioni | Stagioni | Stagioni  | Stagioni | Stagioni | Stagioni  | Fonte  |
| Aggregatore     | Aggregatore | Prima    | Seconda  | Terza     | Quarta   | Quinta   | Sesta     | Fonte  |
| --------------- | ----------- | -------- | -------- | --------- | -------- | -------- | --------- | ------ |
| Metacritic      | Critica     | 71 / 100 | 77 / 100 | 81 / 100  | N.D.     | N.D.     | N.D.      | [ 20 ] |
| Metacritic      | Utenti      | 8 / 10   | 7,5 / 10 | 7,1 / 10  | 6 / 10   | 6,4 / 10 | 5,3 / 10  | [ 20 ] |
| Rotten Tomatoes | Critica     | 82 / 100 | 93 / 100 | 100 / 100 | 92 / 100 | 91 / 100 | 100 / 100 | [ 21 ] |
| Rotten Tomatoes | Utenti      | 90 / 100 | 96 / 100 | 95 / 100  | 90 / 100 | 83 / 100 | 83 / 100  | [ 21 ] |

## Colonna sonora
La colonna sonora di Vikings venne composta da Trevor Morris.
La sigla di apertura è il brano If I Had a Heart di Fever Ray, tratta dall'omonimo album del 2009. Sono inclusi nella serie anche alcuni brani di altri artisti, soprattutto del gruppo musicale Wardruna. Un membro del gruppo, Einar Selvik, fu anche collaboratore, dalla seconda alla quinta stagione, di Trevor Morris alla composizione della colonna sonora originale.

### The Vikings (Original Television Series Soundtrack)
Il 21 giugno 2013 venne pubblicata in formato digitale la colonna sonora della prima stagione della serie televisiva.
Collaborarono alla composizione di questo album anche Steven Richard Davis, Steve Tavaglione, Brian Kilgore, Tina Guo e Mel Wesson.
Edizioni musicali Sony Music Entertainment.
1. Fever Ray – If I Had a Heart – 3:47
2. Battle Field – 1:58
3. The Eye of Odin – 0:59
4. Of Fathers and Sons – 0:43
5. Journey to Kattegat – 1:30
6. Northern Lights / Entry to Kattegat – 2:09
7. The Sunstone – 1:57
8. You Shall Not Enter Valhalla – 1:26
9. Meeting Floki – 2:20
10. Ragnar's Sail – 1:26
11. Ragnar Recruits – 1:50
12. Seduction – 1:49
13. Vikings Set Sail – 1:02
14. North Sea Storm – 1:16
15. Madness Takes Hold – 1:51
16. Vikings Reach Land – 1:42
17. Vikings Attack Village – 1:34
18. Floki's Fire – 1:21
19. Vikings Sail Home – 1:35
20. Vikings in Hexham – 2:42
21. Mano e Mano – 1:22
22. Battle on the Beach – 3:30
23. Athelstan Asks for Freedom – 1:57
24. Ragnar Challenges the Earl – 1:32
25. Making a Deal – 1:02
26. Earl Accepts the Challenge – 2:49
27. Ragnar Fights the Earl – 3:17
28. Sending the Earl to Valhalla – 1:48
29. Ragnar Takes the Throne – 1:15
30. The Angel of Death – 2:01
31. Lagertha Oversees Dispute – 1:40
32. Vikings Attack – 2:31
33. Rollo is Baptised – 2:12
34. Rollo Left Behind – 2:41
35. Ragnar Meets the Naked Woman – 2:21
36. The Ash Tree – 1:11
37. Aslaug Is with Child – 1:46
38. An Uncertain World – 6:57

### The Vikings II (Original Motion Picture Soundtrack)
Il 13 giugno 2014 venne pubblicata in formato digitale la colonna sonora della seconda stagione della serie televisiva.
Collaborarono alla composizione di questo album anche Einar Selvik, Steve Tavaglione e Brian Kilgore.
Edizioni musicali Sony Classical.
1. War Is Coming – 3:21
2. Battle of Brothers – 6:20
3. Bjorn's Choice – 1:58
4. Vikings Return Home – 1:00
5. Rollo's Trial – 3:32
6. Ragnar Says Goodbye to Gyda – 2:29
7. Rollo Tries to Regain Ragnar's Trust – 1:49
8. Vikings Attacked – 3:57
9. Jarl Borg Attacks Kattegat – 3:05
10. Ragnar Reunites with Family – 1:30
11. Ragnar, Bjorn Sneak Into Kattegat – 5:15
12. Battle for Kattegat – 6:08
13. Jarl Borg and Ragnar Make Peace – 1:38
14. Aslaug In Pain – 1:42
15. Ragnar Describes the Blood Eagle – 1:21
16. Ragnar Meets Ingstad – 2:09
17. Aslaug Gives Birth – 2:14
18. Aethelwulf Is Ambushed – 1:42
19. Athelstan Translates Scrolls – 2:06
20. Vikings Retreat – 6:31
21. Vikings Mourn Their Dead – 0:51
22. Porunn's Metaphorical Swim – 1:22
23. Horik Propositions Floki – 1:18
24. Horik Asks Floki to Kill – 1:09
25. Horik Watches Game – 1:35
26. Feeding Rollo Poison Mushrooms – 1:41
27. Erlendur Shown Sword of Kings – 1:21
28. Horik's Forces Attack – 3:36
29. Killing Horik - King Ragnar – 4:54

### The Vikings III (Music from the TV Series)
Il 15 maggio 2015 venne pubblicata in formato digitale la colonna sonora della terza stagione della serie televisiva.
Collaborarono alla composizione di questo album anche Einar Selvik e Steve Tavaglione.
Edizioni musicali Sony Classical.
1. The Seer Gives Lagertha a Prophecy – 1:50
2. The Vikings Sail for Wessex – 1:37
3. Kwenthrith's Story – 2:08
4. Vikings Battle Brihtwulf's Army – 6:02
5. Torstein Loses an Arm – 1:29
6. A Cloaked Figure Arrives in Kattegat – 3:32
7. Battle for the Hill of the Ash – 4:20
8. Judith – 2:02
9. Sacrifice for the Crops – 1:48
10. Siggy Sacrifices Herself to Save Ragnar's Sons – 4:37
11. Rollo Learns of Siggy's Sacrifice – 1:57
12. Bjorn Fights to Save Rollo – 1:26
13. Helga Tells Floki of Harbard – 2:12
14. The Seer Laughs at Rollo's Misery – 1:50
15. Aethelwulf Attacks – 3:13
16. Ragnar Kills the Messenger – 1:25
17. Athelstan is Reborn – 1:56
18. Floki Appears to Kill Athelstan – 3:11
19. Ragnar Honors Athelstan's Death – 0:57
20. Ecbert Sends Athelwulf on a Journey – 1:36
21. Aethelwulf Meets with Kwenthrith – 2:23
22. Floki's Siege Towers Revealed – 1:29
23. Vikings Reach Paris – 2:40
24. The Attack Begins – 3:38
25. The Walls are Breached; the French Lose Hope – 1:36
26. Ragnar Knows Floki Killed Athelstan – 1:06
27. Vikings Attempt to Rip Open Gates – 2:58
28. Floki Melt Down – 1:34
29. Floki Curses the Gods – 1:25
30. Kalf and Lagertha Make a Pact – 2:46
31. Lagertha's Stealth Assault on the Bridge – 1:43
32. The French Counter - Attack – 1:34
33. Ragnar Hallucinates, Sees Gods – 1:01
34. The Vikings are Told of Ragnar's Death – 2:06
35. Vikings Attack Paris – 2:38
36. Ragnar Sets Sail for Home – 1:49

### The Vikings IV (Music from the TV Series)
Il 27 dicembre 2019 venne pubblicata in formato digitale la colonna sonora della quarta stagione della serie televisiva.
Collaborò alla composizione di questo album anche Einar Selvik.
Edizioni musicali Sony Classical.
1. Truth From the Seer – 4:07
2. A Call to Justice – 1:38
3. Arrested – 1:01
4. Desperate Measures – 0:53
5. Ragnar Learns of the Arrest – 1:50
6. Execution Day – 1:55
7. Ambush – 3:03
8. Alone in the Snow – 1:18
9. Fleeing Kattegat – 0:34
10. Survival Tactics – 1:06
11. Floki's Path – 1:02
12. Ragnar Tells a Story – 4:41
13. The Gift of Freedom – 2:52
14. Visions of the Seer – 2:00
15. Making Love – 0:53
16. Ragnar Frees Yidu – 1:08
17. Assassination Attempt – 1:19
18. Bjorn Kills Assassin – 3:02
19. Ragnar and Yidu Get High – 2:28
20. Rivalries – 1:19
21. Arrival at Kattegat – 0:43
22. The Barber of Kattegat – 4:11
23. Lagertha's Wisdom – 1:03
24. Landfall in France – 1:37
25. A Stranger Returns – 1:29
26. Ragnar Dreams of Home – 1:41
27. Fate Awaits – 2:19
28. To War – 4:11
29. Tower Attack – 3:46
30. Radical Plan – 3:29
31. Retreat – 4:00
32. Devastation – 1:46
33. Demands for Darkness – 1:02
34. Visions of Kattegat – 3:02
35. The Mind of a Viking – 1:14
36. A Feat of Engineering – 1:36
37. A Witness to Death – 1:40
38. To Kill and be Killed – 3:24
39. Enemy Eyes Are Watching – 1:36
40. Floki's Vision – 1:02
41. Meeting of Minds – 2:23
42. Counter Attack – 3:22
43. The Second Battle – 7:08
44. Who Wants to Be King? – 2:41
45. A Challenge Accepted – 2:20
46. Ivar's Frustration – 2:41
47. Old Lovers, No Regrets – 1:50
48. Solitary Journey – 1:21
49. Bjorn's Fleet Arrival – 1:10
50. Making Peace – 1:18
51. Aslaug's Dark Dreams – 1:26
52. One Son – 1:32
53. The Will of the Gods – 3:57
54. Meeting at Sea – 2:12
55. Visions of Violence to Come – 1:11
56. Keel-Hauled – 3:27
57. Lagertha Takes Kattegat – 4:33
58. Regicide – 1:25
59. Lighting of Funeral Boats – 0:53
60. Ubbe Attempts Revenge – 1:58
61. Un-Caged – 3:44
62. Athelstan's Legacy – 1:28
63. Terrible Choice – 2:54
64. Dreams of the Past – 1:01
65. Death of a Legend – 2:26
66. Ghosts of the Past – 1:25
67. Mysterious Lands – 2:06
68. There Will Be Blood – 1:36
69. Rollo's Choice – 2:39
70. Sacrifice Begins – 2:18
71. Sacrifice Ends – 1:57
72. Aelle's Army – 2:00
73. Eyes on Kattegat – 2:27
74. Dark Sails – 1:00
75. Army of Darkness – 5:10
76. State of Confusion – 3:39
77. Surrounded – 2:35
78. The Great Heathen Army – 2:47
79. Ecbert's Choice – 2:05
80. A New Force Emerges – 0:41

### The Vikings V (Music from the TV Series)
Il 27 dicembre 2019 venne pubblicata in formato digitale la colonna sonora della quinta stagione della serie televisiva.
Collaborò alla composizione di questo album anche Einar Selvik.
Edizioni musicali Sony Classical.
1. Mourning the Fallen – 1:23
2. Heahmund Holds Funeral – 1:06
3. Beg for Mercy – 0:42
4. Vikings Attack – 2:07
5. Showing No Mercy – 2:32
6. Sword Practice – 0:47
7. Marriage Proposal – 1:55
8. Visions of Destiny – 2:22
9. Brave New World – 3:22
10. Visions of Loki – 2:03
11. Exploring a New World – 1:15
12. Sacrificial Dreams – 1:55
13. Saxons – 2:56
14. To War – 3:29
15. Chasing Destiny – 2:03
16. Lagertha Visits the Seer – 1:19
17. Ivar's Plan – 2:27
18. Attack Preparations – 1:29
19. Vikings Ambush – 4:57
20. Aftermath – 1:08
21. Making Love – 1:38
22. An Invitation to Destiny – 1:59
23. Bjorn Captured – 1:31
24. Prayer for a Grave – 0:58
25. Hakon Delivers the Message – 1:16
26. Voyeurs – 2:15
27. Viking Comforts – 2:27
28. What is Free Will? – 2:45
29. What is Trust? – 3:34
30. War Planning – 1:25
31. The Battle Begins – 1:27
32. Retreat – 2:49
33. Bee Sting – 3:24
34. Dreams of Battle – 1:20
35. Imminent Threat – 1:35
36. I Can't Kill You – 1:48
37. Farewell to Loved Ones – 0:51
38. One Man Army – 1:36
39. Visions and Death – 3:40
40. Visions of Death – 2:38
41. Overpowered – 1:36
42. The Return – 1:01
43. Trade Negotiations – 2:03
44. Rollo Offers to Save Bjorn and Lagertha – 3:59
45. Negotiations Continue – 2:27
46. Discussions of Titles and Land – 3:38
47. The Impossible Promise – 1:46
48. Whispers of Baptism – 1:27
49. Sexual Suspicions – 1:11
50. Sexual Observations – 1:21
51. Freydis Protects a Secret – 1:23
52. Baptism – 1:36
53. Ivar the God – 3:39
54. Hvitserk Visits the Seer – 1:30
55. Another Son? – 1:48
56. A Dark Death – 2:19
57. Justice for the Seer – 2:13
58. The Memory of Battle – 3:56
59. Recounting the real Battle – 2:47
60. Death on the Battlefield – 2:49
61. Confession to Conspiracy – 1:28
62. Spiritual Healing – 1:51
63. The Reality of Loss – 1:29
64. Personal Attacks – 1:54
65. The Cliff of Choice – 1:39
66. Ivar Questions – 2:05
67. Hvitserk tells Olaf of Ivar's Cruelty – 2:19
68. A Quiet Dinner – 1:36
69. Entering the Mouth of Hell – 1:21
70. Ivar Confronts – 1:30
71. Reflections on Fate – 2:06
72. Old Gods – 2:17
73. Ivar's Speech – 2:38
74. The Story of Ragnarok – 2:24
75. Armies Take Their Positions – 1:55
76. Attack on the Wall – 6:35
77. Failing Assault – 2:36
78. Murder Most Foul – 1:47
79. The Sword of Kings – 2:15
80. Destiny Fulfilled – 2:59

### The Vikings Final Season (Music from the TV Series)
Il 6 dicembre 2019 venne pubblicata in formato digitale la colonna sonora della sesta e ultima stagione della serie televisiva.
Edizioni musicali Sony Classical.
1. Ivar Travels the Silk Road – 2:36
2. Bjorn Banishes Ivar's Supporters – 2:37
3. Rus Vikings – 2:27
4. Bjorn & Gunnhild Bed – 1:44
5. The Road to Novgorod – 0:56
6. Settlement Raided – 2:53
7. After the Raid – 2:16
8. Reflections on a Hero – 2:23
9. Bjorn Returns Home – 2:22
10. Bjorn Vows Revenge – 2:54
11. Kattegat Celebrates the Fallen – 1:52
12. Reunion and Final Rest – 1:39
13. Hvitserk Pays a Price – 1:59
14. Rus Attack Discovered – 1:11
15. Torvi Sees Hali – 1:42
16. Death of a Tyrant – 1:49
17. A Complicated Ceremony – 3:16
18. To Valhalla – 3:02
19. An Epiphany – 1:02
20. Ragnar's Dream Fulfilled – 2:48
21. Prophecy from The Seer – 2:17
22. Battle Plan – 1:37
23. Forest Battle – 3:38
24. Turning Point – 3:58
25. A King Falls – 1:50
26. Tales of Iceland – 1:53
27. A Caution – 1:12
28. Brotherhood – 2:40
29. Hvitserk's Choice – 3:12

## Edizioni in DVD e Blu-ray
| Stagione | Volume   | Date di uscita  | Date di uscita       | Date di uscita  | Date di uscita  | Date di uscita  | Date di uscita       | Date di uscita  |
| Stagione | Volume   | DVD             | DVD                  | DVD             | DVD             | Blu-ray         | Blu-ray              | Blu-ray         |
| Stagione | Volume   | Regione 1       | Regione 2 (Italiano) | Regione 2       | Regione 4       | Regione A       | Regione B (Italiano) | Regione B       |
| -------- | -------- | --------------- | -------------------- | --------------- | --------------- | --------------- | -------------------- | --------------- |
| 1ª       | Stagione | 15 ottobre 2013 | 24 luglio 2014       | 3 febbraio 2014 | 26 marzo 2014   | 15 ottobre 2013 | 24 luglio 2014       | 3 febbraio 2014 |
| 2ª       | Stagione | 14 ottobre 2014 | 12 novembre 2015     | 3 novembre 2014 | 5 novembre 2014 | 14 ottobre 2014 | 22 marzo 2017        | 3 novembre 2014 |
| 3ª       | Stagione | 13 ottobre 2015 | 22 marzo 2017        | 2 novembre 2015 | 21 ottobre 2015 | 13 ottobre 2015 | 22 marzo 2017        | 21 ottobre 2015 |
| 4ª       | Parte 1  | 23 agosto 2016  | 13 luglio 2017       | 24 ottobre 2016 | 12 ottobre 2016 | 23 agosto 2016  | 13 luglio 2017       | 12 ottobre 2016 |
| 4ª       | Parte 2  | 2 maggio 2017   | 11 aprile 2018       | 7 agosto 2017   | 29 marzo 2017   | 2 maggio 2017   | 11 aprile 2018       | 29 marzo 2016   |
| 4ª       | Stagione | N.D.            | N.D.                 | 7 agosto 2017   | N.D.            | N.D.            | N.D.                 | 7 agosto 2017   |
| 5ª       | Parte 1  | 3 aprile 2018   | N.D.                 | 1º ottobre 2018 | 20 giugno 2018  | 3 aprile 2018   | N.D.                 | 20 giugno 2018  |
| 5ª       | Parte 2  | 23 aprile 2019  | N.D.                 | 7 ottobre 2019  | 22 maggio 2019  | 23 aprile 2019  | N.D.                 | 22 maggio 2019  |
| 5ª       | Stagione | N.D.            | N.D.                 | 7 ottobre 2019  | N.D.            | N.D.            | N.D.                 | 7 ottobre 2019  |
| 6ª       | Parte 1  | 6 ottobre 2020  | N.D.                 | 19 ottobre 2020 | 14 ottobre 2020 | 6 ottobre 2020  | N.D.                 | 14 ottobre 2020 |
| 6ª       | Parte 2  | N.D.            | N.D.                 | N.D.            | N.D.            | N.D.            | N.D.                 | N.D.            |
| 6ª       | Stagione | N.D.            | N.D.                 | N.D.            | N.D.            | N.D.            | N.D.                 | N.D.            |